# Die Eisenbahnbrücke von Argenteuil

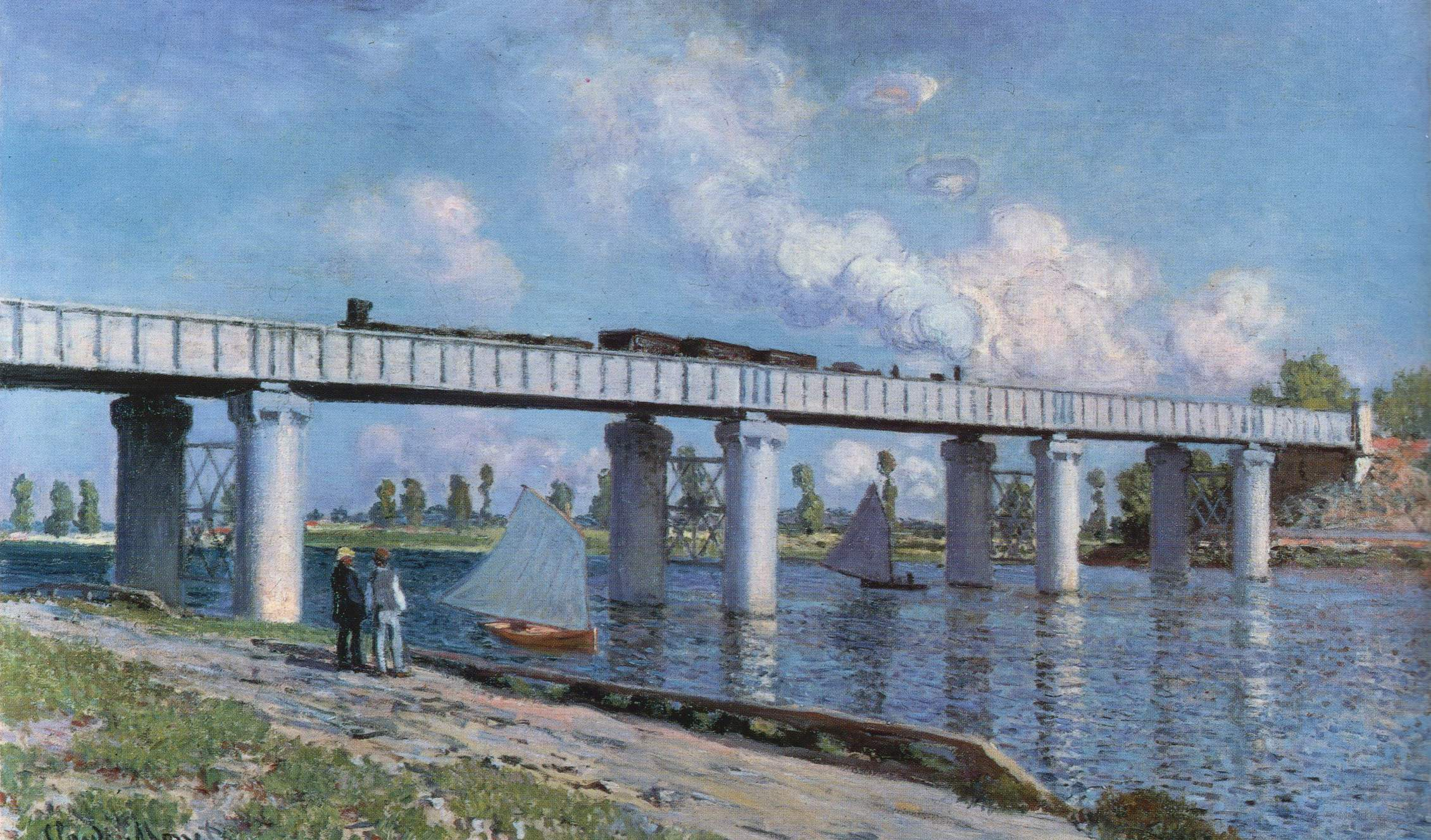
Die Eisenbahnbrücke von Argenteuil
Claude Monet, 1873
60 × 99 cm
Öl auf Leinwand
Privatbesitz

Die Eisenbahnbrücke von Argenteuil (französisch: Le Pont du chemin de fer à Argenteuil) ist der Titel eines 1873 entstandenen Gemäldes des französischen Malers Claude Monet. Das 60 × 99 cm große, in Öl auf Leinwand gemalte Bild zeigt die nach dem Deutsch-Französischen Krieg von 1870/71 wieder errichtete Eisenbahnbrücke in Argenteuil über die Seine als Symbol des Fortschritts und einer optimistischen Zukunft. Monets Landschaftsbild mit der zentralen Darstellung einer aus vorgefertigten Teilen errichteten, schmucklosen Brücke war für die zeitgenössische Malerei ungewöhnlich modern. Er stand hierbei unter dem Einfluss des englischen Malers William Turner sowie der in Europa neuartigen japanischen Farbholzschnitte des Ukiyo-e. Die sozialen Umbrüche seiner Zeit dokumentierte Monet in diesem Gemälde an den Beispielen Industrialisierung und aufkommende Freizeitgesellschaft. Das im impressionistischen Stil gemalte Bild zählt zu den Hauptwerken Monets der 1870er Jahre und befindet sich in einer Privatsammlung.

## Bildbeschreibung
Monets Die Eisenbahnbrücke von Argenteuil ist eine 1873 entstandene impressionistische Landschaftsansicht. Die Bildmitte dominiert die moderne Beton- und Stahlkonstruktion der Brücke, die – vom linken Bildrand angeschnitten – nahezu über die gesamte Bildbreite zu einem beginnenden Bahndamm am rechten Bildrand führt. Die lang gestreckte Brücke unterstreicht zusätzlich das Querformat des Bildes. Vier Pfeilerpaare, jeweils durch ein rechteckiges Fachwerk aus Stahlträgern miteinander verbunden, tragen die Stahlkonstruktion mit der zweigleisigen Bahnstrecke. Der in der Sonne hell erscheinende Brückenträger der Trogbrücke verdeckt die zwei sich auf der Brücke kreuzenden Personenzüge bis zu den Schornsteinen der Lokomotiven und zu den oberen Waggonteilen. Während bei der linken Lokomotive kein entweichender Dampf zu sehen ist, stößt die rechte Lokomotive eine große weiße Dampfwolke aus, die sich dem Fahrtwind folgend über die gesamte Länge des Zuges entwickelt. Die Dampfwolke vermischt sich hierbei mit den Wolkenformationen des Himmels, so dass für den Bildbetrachter ein Farbspiel aus Blau, Rosa und Weiß entsteht. Die variantenreiche Formation des Himmels steht hierbei der starren Konstruktion der Brücke gegenüber.
Unter der Brücke fließt die Seine, in deren blauem Wasser sich die zylindrischen Pfeiler der Brücke spiegeln. Während die vorderen Säulen im hellen Sonnenlicht fast weiß erstrahlen, liegen die hinteren im Schattenbereich der Brücke und wirken grau. Ähnlich verhält es sich mit zwei Segelbooten, die auf dem Fluss die Brücke kreuzen. Das vordere Boot hat soeben die Brücke passiert und ist bereits im vollen Sonnenlicht zu sehen, was das Holz der Rumpfes braun und das Segel weiß erscheinen lässt. Ein durch ein hinteres Brückenpaar zu erkennendes zweites Boot ist bereits im Schatten der Brücke. Das Segel dieses Bootes wirkt dadurch grau und der Rumpf schwarz.
Der etwas unterhalb der Bildmitte am linken Bildrand schmal wirkende Fluss öffnet sich breit zur unteren rechten Bildecke, so dass das hintere Bildufer waagerecht verläuft, die vordere Uferlinie jedoch eine Diagonale vom linken zum unteren Bildrand bildet. Im Bildbereich unterhalb der Brücke ist so links der Seine der vordere Uferbereich in Form eines lang gestreckten Dreiecks zu sehen. In der linken unteren Ecke, in der auch die Signatur Claude Monet zu erkennen ist, findet sich ein flacher Grünbewuchs. Zwischen diesem Grünbewuchs und dem Fluss verläuft ebenfalls diagonal der Uferweg, auf dem sich zwischen dem ersten Pfeilerpaar der Brücke und dem vorderen Segelboot zwei männliche Personen in Rückenansicht befinden. Der links stehende Mann trägt einen dunklen Anzug und einen gelben Strohhut. Der rechte Mann ist mit einer hellen Hose, einer grauen Weste, einem weißen Hemd und einem braunen Käppi bekleidet. Beide Männer haben ihren Blick auf den Flusslauf mit der Brücke gerichtet. Ein langer Schatten fällt von den Männern nach links in Richtung zur Brücke. Rechts und links der Männer ist zudem ein Teil der flachen Uferbefestigung zu erkennen.
Am anderen Ufer ist neben dem am rechten Bildrand beginnenden Bahndamm unterhalb der Brücke der Horizont der gegenüberliegenden Landschaft sichtbar. Hinter einem schmalen Wiesenstreifen stehen einzelne schlanke Bäume – möglicherweise Pappeln – und dahinter in der Ferne ist ein Waldgebiet angedeutet. Zudem finden sich hinter dem linken Pfeilerpaar der Brücke weiße und rote Farbtupfer, die die Häuser der benachbarten Ortschaft Gennevilliers markieren.
Monet hat das Bild am Seineufer von Argenteuil mit Blick auf den Fluss gemalt, so dass von der Stadt nichts zu sehen ist. Links außerhalb des Bildes befindet sich der Bahnhof von Argenteuil, wodurch sich der fehlende Dampf der linken Lokomotive erklärt. Sie hat bereits die Fahrt verlangsamt, bevor sie gleich in der Station zum Stehen kommt. Der nach rechts fahrende Zug hat hingegen gerade den Bahnhof verlassen und stößt eine während der Beschleunigung charakteristische große Dampfwolke aus. Die Seine verläuft an dieser Stelle in ostwestlicher Richtung. Monets Standort befindet sich dicht am Ufer zwischen der Eisenbahnbrücke und der 500 Meter flussabwärts liegenden Straßenbrücke von Argenteuil. Die im Schatten liegenden Brückenpfeiler und der Schatten der beiden Männer auf dem Uferweg geben daher Aufschluss auf eine im Westen stehende Sonne und den Nachmittag als Tageszeit. Die leichte Bekleidung der Männer und das satte Grün der Vegetation weisen zudem auf den Sommer als Jahreszeit hin.
Durch Monets nahe am Ufer gelegenen Standort verstellt kein Baum die Sicht auf die Brücke, die in Untersicht dargestellt so besonders massiv wirkt. Monets Malweise ist typisch für seinen impressionistischen Stil der frühen 1870er Jahre. Besonders deutlich wird dies in dem unscharf wiedergegebenen Uferbereich des Vordergrundes und den mit Farbtupfern dargestellten Lichtreflexen auf dem Wasser.

## Monet und Argenteuil
Monet, der vor dem Deutsch-Französischen Krieg von 1870/71 nach London geflohen war, kehrte im September 1871 über die Niederlande nach Frankreich zurück und ließ sich Ende desselben Jahres in Argenteuil nieder. Auf Vermittlung seines Malerfreundes Édouard Manet, dessen Familie aus dem nahe gelegenen Gennevilliers stammte, mietete er sich ein Haus in der Rue Pierre Guienne Nr. 2, unweit der Eisenbahnbrücke und des Bahnhofs von Argenteuil. Durch den Bau der Eisenbahnbrücke 1863 verkürzte sich die Reisezeit zum 10 Kilometer entfernten Pariser Gare Saint-Lazare auf 15 Minuten. Für Monet bot Argenteuil die Möglichkeit auf dem Land zu leben und dennoch die Vorzüge der Großstadt in erreichbarer Entfernung zu haben. Die Eisenbahn brachte zahlreiche Berufspendler von Argenteuil in die Hauptstadt und umgekehrt siedelte sich in der sich nun zum Pariser Vorort entwickelnden Stadt erste Industrie an. Mit der Industrialisierung und dem zunehmenden Wohlstand breiter Bevölkerungsschichten entstand eine frühe Freizeitgesellschaft, die für Sonntagsausflüge die Eisenbahn ins Pariser Umland nutzte. Argenteuil bot den Ausflüglern neben einem historischen Ortskern und einer malerischen Landschaft vor allem die Seine als Ort für Wassersport. Die Segelboote im Gemälde Die Eisenbahnbrücke von Argenteuil illustrieren diese neuen Freizeitgestaltung. Der Fluss, der an dieser Stelle am breitesten und am tiefsten ist in der Umgebung von Paris, entwickelte sich zum Zentrum für Freizeitsegler. So siedelte sich in Argenteuil der angesehene Pariser Yachtclub Cercle de la Voile de Paris an und 1867 fanden hier die Segelwettbewerbe im Rahmen der Pariser Weltausstellung statt. Monet positionierte die Segelboote auf der Seine in unmittelbarer Nähe zur Eisenbahnbrücke und unterstrich damit, dass diese Freizeitsegler erst durch die Eisenbahn nach Argenteuil kamen.
In den sechs Jahren von Dezember 1871 bis Januar 1878, in denen Monet in Argenteuil lebte, entstanden mehr als 170 Gemälde, von denen eine Vielzahl die Flusslandschaft der Seine zeigen. Hierzu gehören auch mehrere Ansichten der Straßen- und der Eisenbahnbrücke, die beide von französischen Truppen während des Deutsch-Französischen Krieges zerstört wurden, um ein Vorrücken der feindlichen Armeen auf Paris zu verhindern. Als Monet in Argenteuil ankam, war die Eisenbahnbrücke noch zerstört und die Straßenbrücke befand sich gerade im Wiederaufbau. 1872 wählte Monet zunächst die den Wiederaufbau Frankreichs nach dem Krieg symbolisierenden Reparaturarbeiten als Motiv für mehrere Gemälde. Auch nach Fertigstellung der Straßenbrücke widmete er sich wiederholt diesem Sujet. Im Gegensatz zur Eisenbahnbrücke entsprach die für Fußgänger und Fuhrwerke errichtete Straßenbrücke mit ihren runden Bögen und den aus Stein erbauten Pfeilern einer traditionellen Bauweise. Die schmucklose, aus vorgefertigten Teilen errichtete Beton- und Eisenkonstruktion der Eisenbahnbrücke hingegen symbolisierte die moderne Zeit.
Nach Argenteuil kamen in den 1870er Jahren neben Monet eine Vielzahl seiner Malerfreunde. So besuchten ihn dort Alfred Sisley, Pierre-Auguste Renoir, Édouard Manet, Camille Pissarro, Edgar Degas und Paul Cézanne. Der begeisterte Segelsportler Gustave Caillebotte ließ sich später selbst in Argenteuil nieder. Der Kunsthistoriker Paul Hayes Tucker beschrieb Argenteuil als den wichtigsten Ort für die Impressionisten und den Impressionismus, und sein Kollege John Rewald stellte fest: „Wahrscheinlich läßt sich kein Ort besser mit dem Impressionismus identifizieren als Argenteuil.“ Auffallend ist Monets Wahl des Bildausschnittes in Die Eisenbahnbrücke von Argenteuil. Im Hintergrund der modernen Brücke findet sich die friedliche Landschaft der Île-de-France. Beim Blick vom gegenüberliegenden Ufer hätten die ersten Industriebetriebe Argenteuils den Bildhintergrund bestimmt. Die zunehmende Industrialisierung des Ortes bewog Monet 1878 zu einem Umzug ins 60 Kilometer entfernte Vetheuil, wo er für seine Landschaftsbilder eine idyllischere Natur vorfand. Als Anfang der 1960er Jahre der Kunsthistoriker Leopold Reidemeister die Orte des Impressionismus aufsuchte, stellte er in Argenteuil ernüchtert fest: „Von dem Zauber Argenteuils, das … das Paradies der Impressionisten wurde, … ist heute nichts mehr zu finden. Es ist ein Industrievorort von ungewöhnlicher Vernachlässigung und Häßlichkeit.“

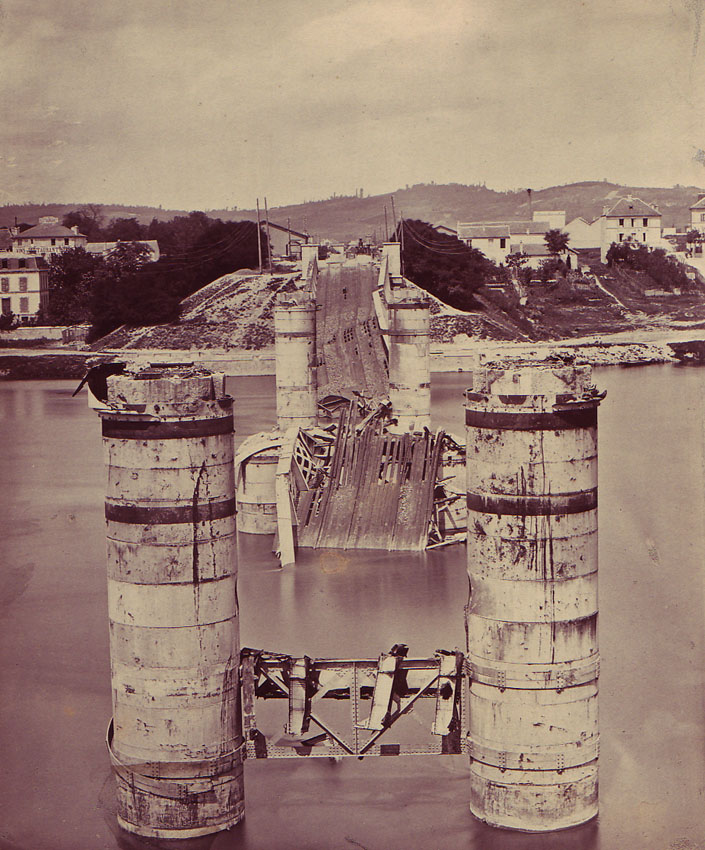
Adolphe Braun: Fotografie der zerstörten Eisenbahnbrücke von Argenteuil 1871
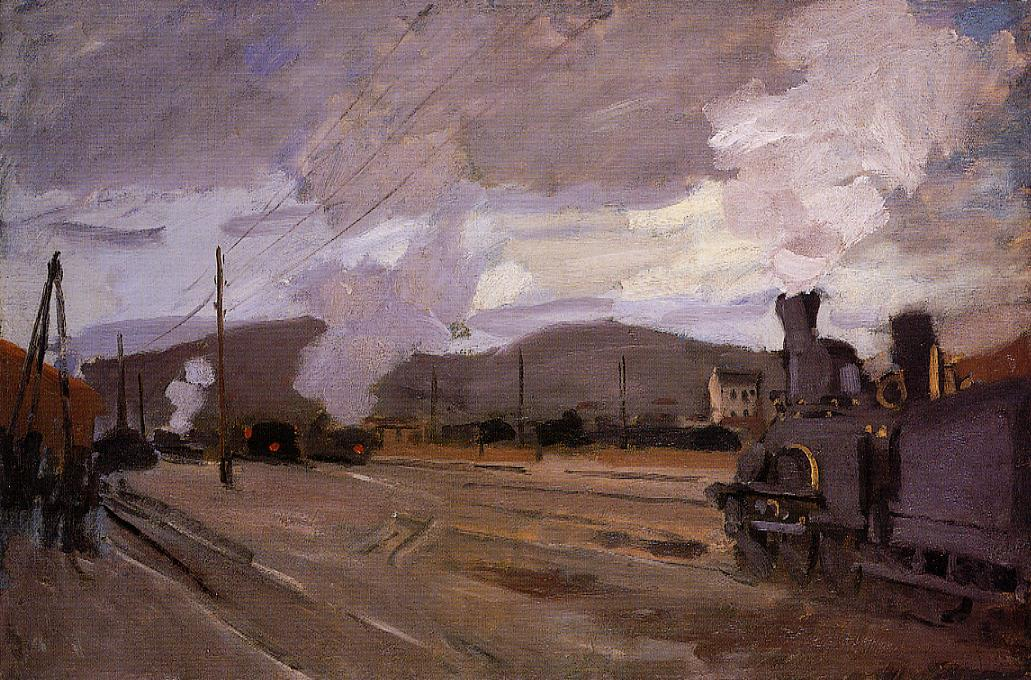
Claude Monet: Der Bahnhof von Argenteuil 1872
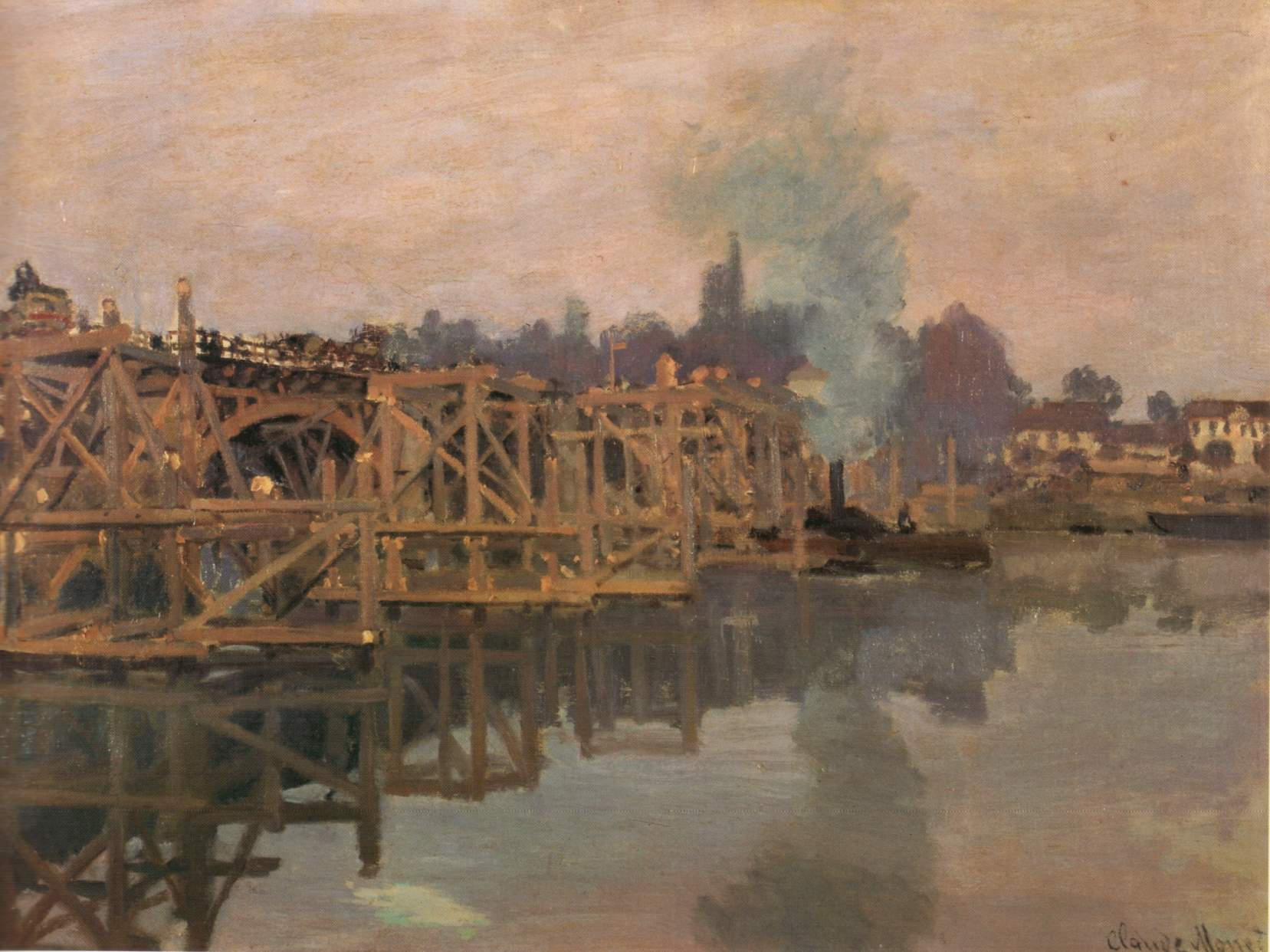
Claude Monet: Ansicht der Straßenbrücke von Argenteuil während der Reparaturarbeiten 1872
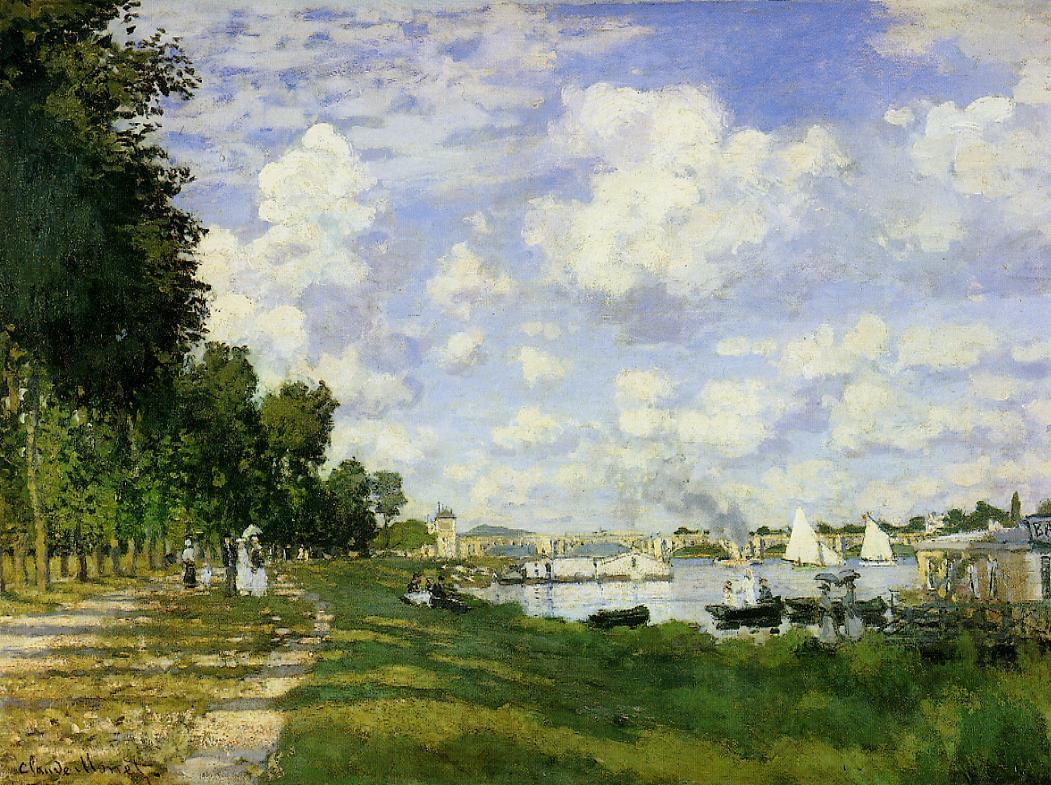
Claude Monet: Die Bassin von Argenteuil 1872, im Bild die wiedererrichtete Straßenbrücke

## Vorbilder
Landschaftsdarstellungen mit einer Brücke haben in der westeuropäischen Kunstgeschichte eine lange Tradition. Brücken hatten dabei einerseits die symbolische Bedeutung des Verbindenden oder dienten andererseits als malerisches Detail einer Bildkomposition. Das wenige Jahre vor Monets Eisenbahnbrücke von Argenteuil entstandene Gemälde Die Brücke von Mantes von Jean-Baptiste Camille Corot zeigt die traditionelle Behandlung des Brückensujets. Corots Darstellung einer mittelalterlichen Brücke in idyllischer Flusslandschaft kommt dabei dem Bedürfnis der zeitgenössischen Bildbetrachter entgegen, in der Landschaftsmalerei eine mentale Flucht zu finden. Die massive Rundbogenbrücke durchbricht Corot mit den Bäumen des Bildvordergrundes, deren schmale Äste und zartes Blattwerk die Schwere der Brückenkonstruktion mildern. Dieses Stilmittel fehlt in Monets Gemälde, der seine Brücke unverstellt und direkt präsentiert und bewusst ein modernes Bauwerk statt eines idyllischen Landschaftsmotivs wählte.
Der Einfluss japanischer Kunst auf Monets Bildkomposition der Eisenbahnbrücke von Argenteuil ist deutlicher als der durch die europäische Malerei. Vermutlich während der Pariser Weltausstellung von 1867 hatte er erstmals japanische Farbholzschnitte des Ukiyo-e gesehen, die er 1871 bei seinem Besuch in Amsterdam zu sammeln begann. Beispielsweise zeigt der Holzschnitt Die Yahagibrücke über den Yahagifluss in der Nähe von Okazaki von Utagawa Hiroshige eine das Bild ähnlich dominierende Brücke wie Monets Ansicht der Eisenbahnbrücke von Argenteuil. Karges, den Blick auf die Brücke freigebendes Ufer im Vordergrund, extreme Untersicht auf die dadurch höher wirkende Brücke, ein kreuzendes Boot, Anschnitt der Brücke am linken Rand und üppige Vegetation am gegenüberliegenden Ufer sind auffällige Details, die der japanische Künstler Monet vorwegnahm.
Vorbilder für Monets Eisenbahnbrücke von Argenteuil finden sich darüber hinaus in der Fotografie. In der von
Édouard Baldus (1813–1889) im Auftrag der Eisenbahngesellschaft Compagnie des chemins de fer du Nord Mitte des 19. Jahrhunderts erstellten Serie mit Aufnahmen von Eisenbahnmotiven findet sich das Bild Landschaft mit dem Viadukt von Chantilly von 1855, das eine über ein Viadukt fahrende Lokomotive aus ähnlicher Perspektive zeigt, wie sie in Monets Gemälde zu sehen ist. Die um 1868 entstandene Aufnahme der Pont de l’Europe über die Bahnanlagen des Gare Saint-Lazare ist ein Beispiel, wie die moderne Brückenarchitektur bereits vor der Entstehung von Monets Gemälde von Fotografen festgehalten wurde.

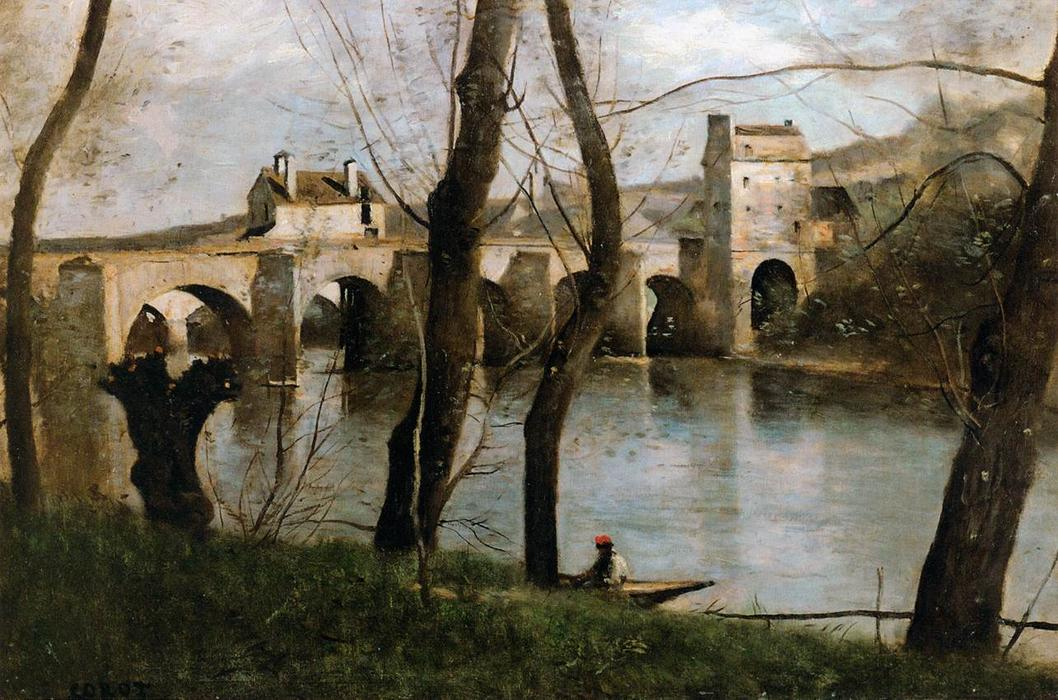
Jean-Baptiste-Camille Corot: Die Brücke von Mantes 1868–1870
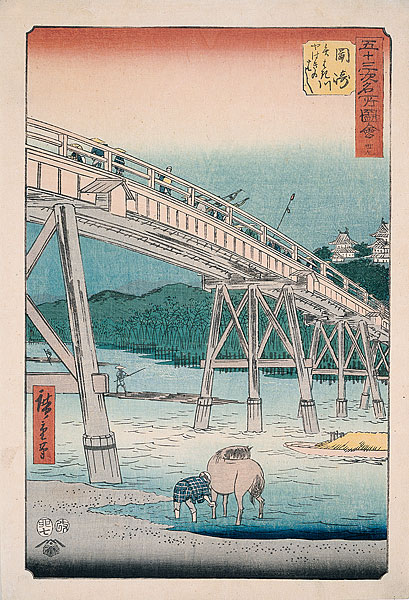
Utagawa Hiroshige: Die Yahagibrücke über den Yahagifluss in der Nähe von Okazaki 1855
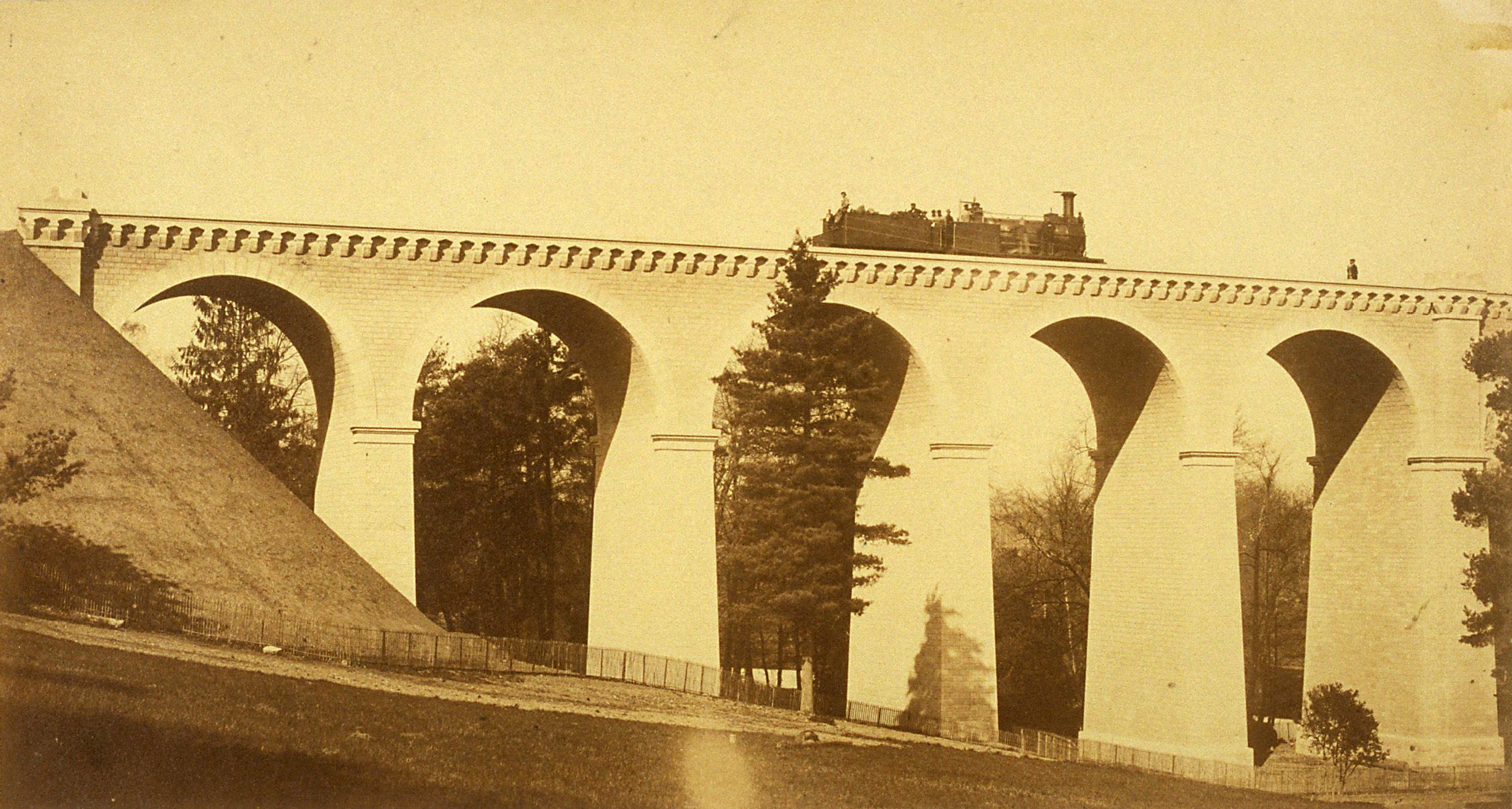
Édouard Baldus: Landschaft mit dem Viadukt von Chantilly 1855
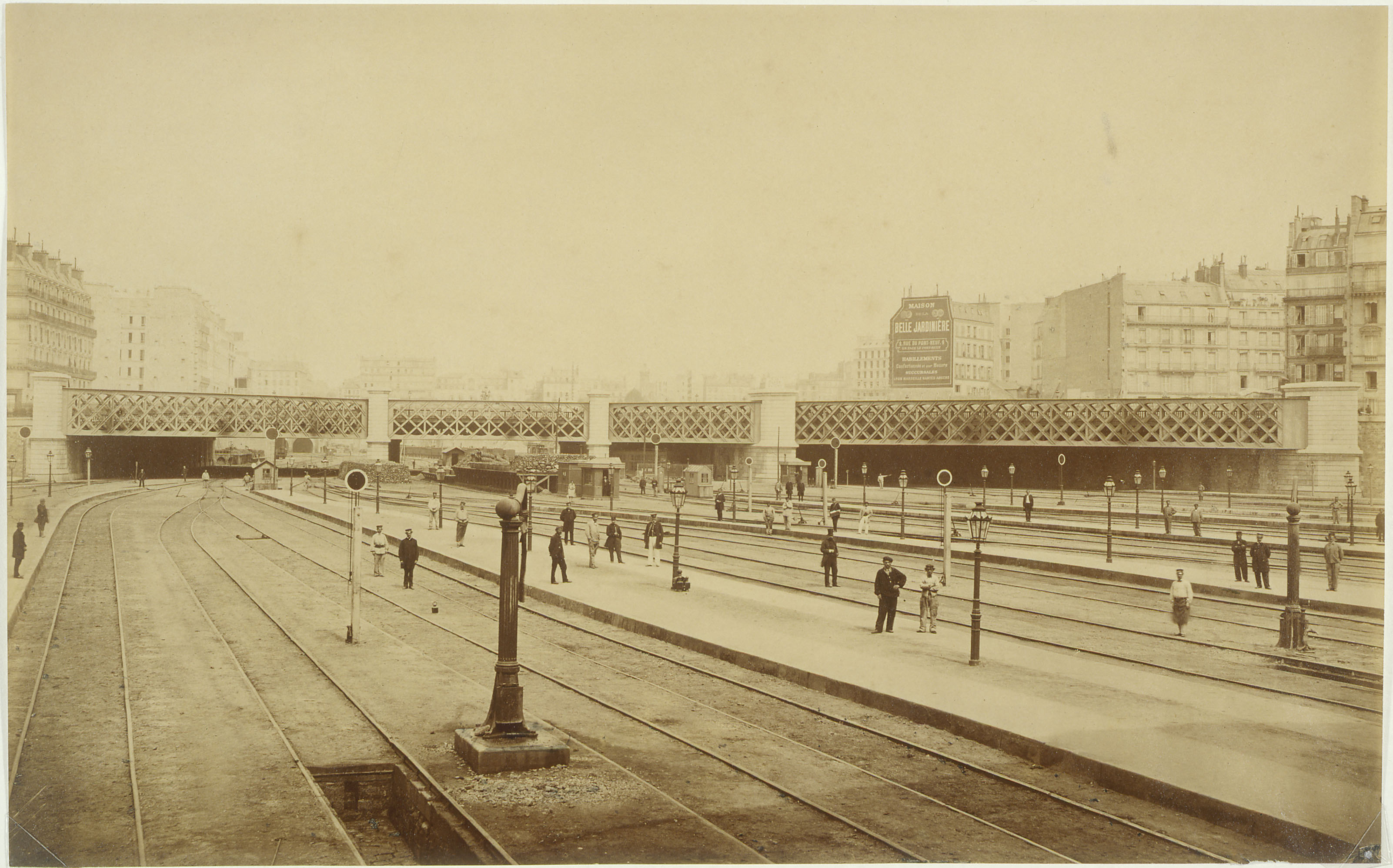
Hélios Studio: Pont de l’Europe 1868

## Die Eisenbahn – ein Symbol des Fortschritts
Mit dem Bau der ersten Eisenbahnen in der ersten Hälfte des 19. Jahrhunderts wuchs auch in Frankreich die Mobilität, der Warenverkehr und die Industrialisierung. Diese Entwicklung beeindruckte zahlreiche Künstler und inspirierte sie zu neuen Werken. So schrieb der französische Schriftsteller Jules Janin über die Eisenbahn: „Die Poesie des 19. Jahrhunderts, das muß gesagt werden, ist der Dampf. Erstmals waren es nur die wahren Dichter, die, von den Flügeln der Phantasie getragen, in unbekannte Länder vordrangen, heute dagegen, auf den flammenden Schwingen der Dampfkraft, ist jedermann ein Poet“. In ähnlicher Weise begrüßten zahlreiche Schriftsteller des 19. Jahrhunderts das neue Verkehrsmittel, zu denen auch Émile Zola gehörte. Er setzte in La Bête Humaine einer Lokomotive ein literarisches Denkmal. Auch Musiker ließen sich von der Eisenbahn inspirieren. So komponierte Gioachino Rossini das Klavierstück Ein kleiner Ausflüglerzug und Hector Berlioz verfasste einen Gesang für Eisenbahn.
Eingang in die bildenden Künste fanden vor allem Zeichnungen und Radierungen, die zur Illustration von Zeitungen oder Büchern dienten und so die neue Technik dokumentierten. So zeichnete beispielsweise Victor Hubert 1837, dem Jahr der Eröffnung der Bahnlinie von Paris nach Saint-Germain-en-Laye, Züge und Bahnanlagen der neuen Verkehrsverbindung. Den von Jules Janin herausgegebenen Eisenbahnreiseführer Guide de voyageur de Paris à la mer illustrierte Charles-François Daubigny mit zahlreichen Abbildungen, unter denen sich auch eine Ansicht der Eisenbahnbrücke von Maisons-Laffitte aus dem Jahr 1862 befindet. Neben diesen dokumentierenden Ansichten widmeten sich zudem Karikaturisten der Eisenbahn. So zeigt die Zeichnung Impressions et Compressions de voyage von Honoré Daumier durcheinander stürzende Fahrgäste – eine Überspitzung der Gefahren der Geschwindigkeit.
Weniger dem neuen Verkehrsmittel aufgeschlossen war lange Zeit die Malerei, deren Künstler sich im 19. Jahrhundert überwiegend an den Lehren der Académie des Beaux-Arts orientierten. Bevorzugt wurde die Historienmalerei mit ihren christlichen und geschichtlichen Themen, denen Porträts, Landschaftsansichten und Stillleben untergeordnet waren. Die Landschaftsmalerei wiederum widmete sich meist idyllischen Themen, in denen Bauwerke des Industriezeitalters keinen Platz hatten. Eine frühe Ausnahme ist hier das Gemälde Rain, Steam and Speed des englischen Malers William Turner aus dem Jahr 1844. Sowohl seine Motivwahl als auch seine Malweise waren der Entwicklung in der Malerei um Jahre voraus. Dieses Gemälde, mit einem Zug auf einer Eisenbahnbrücke, sah Monet während seines Londonaufenthaltes 1870/71 in der National Gallery.

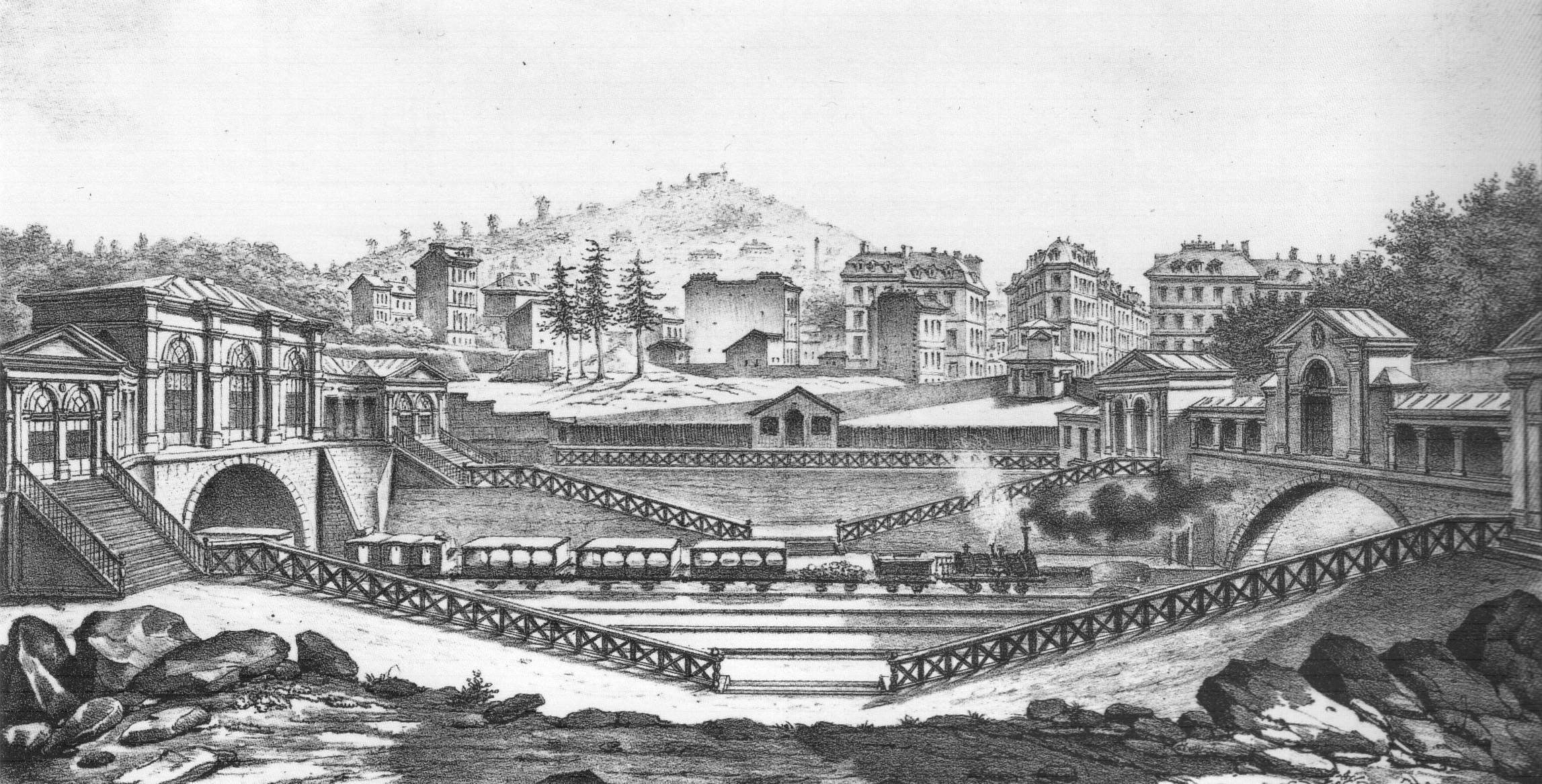
Victor Hubert: Ansicht der Eisenbahn Paris– Saint-Germain-en-Laye 1837
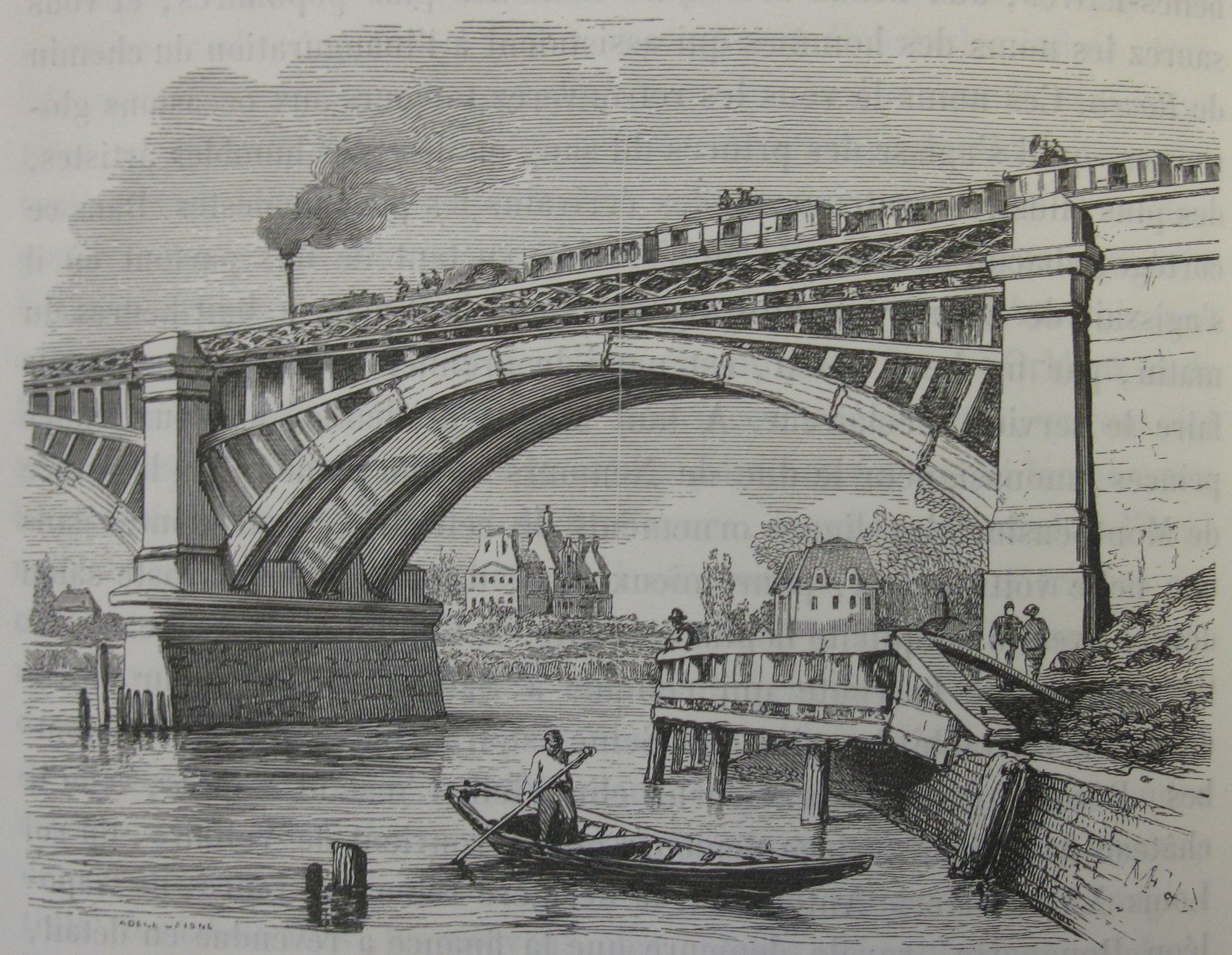
Charles-François Daubigny: Maisons-Laffitte 1862
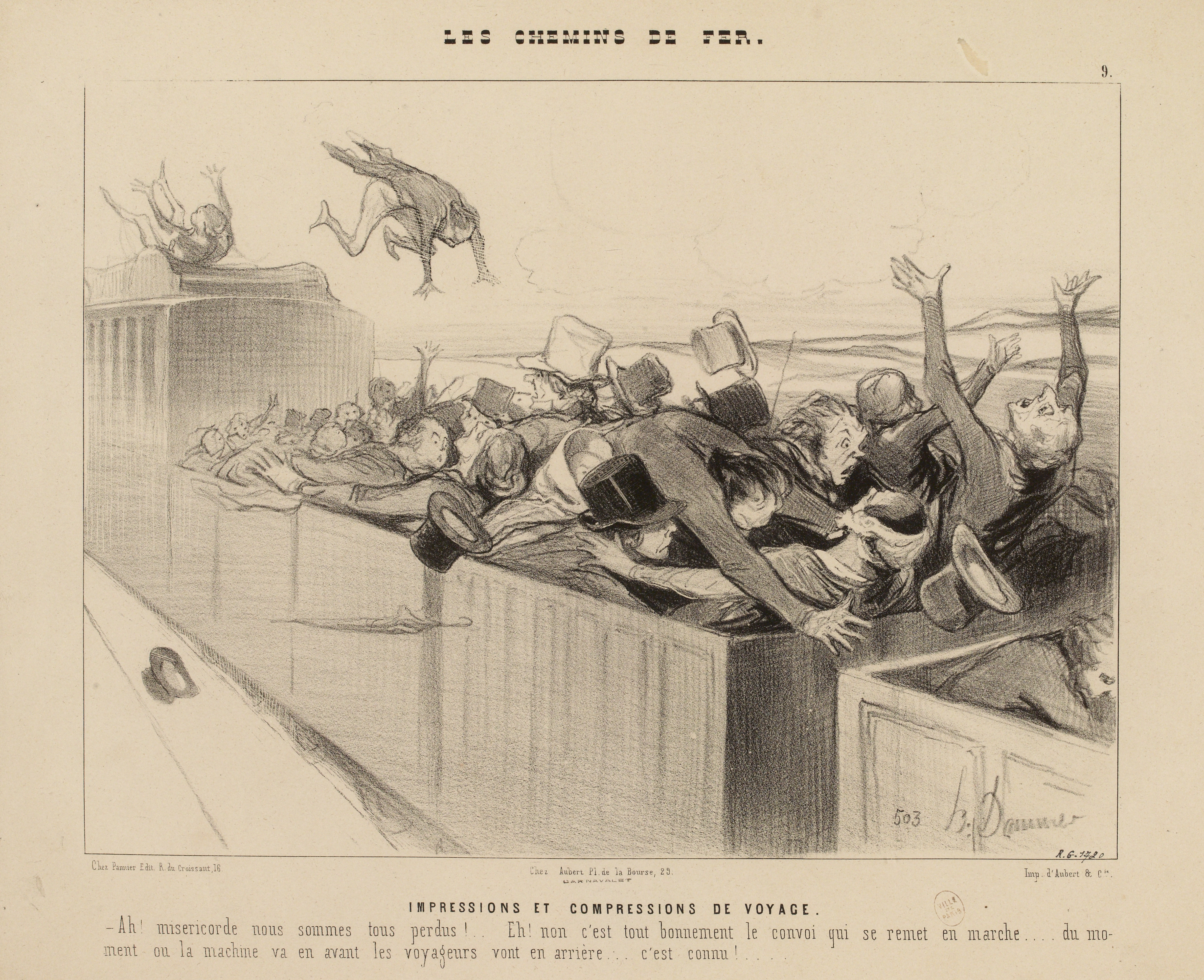
Honoré Daumier: Impressions et Compressions de voyage 1853
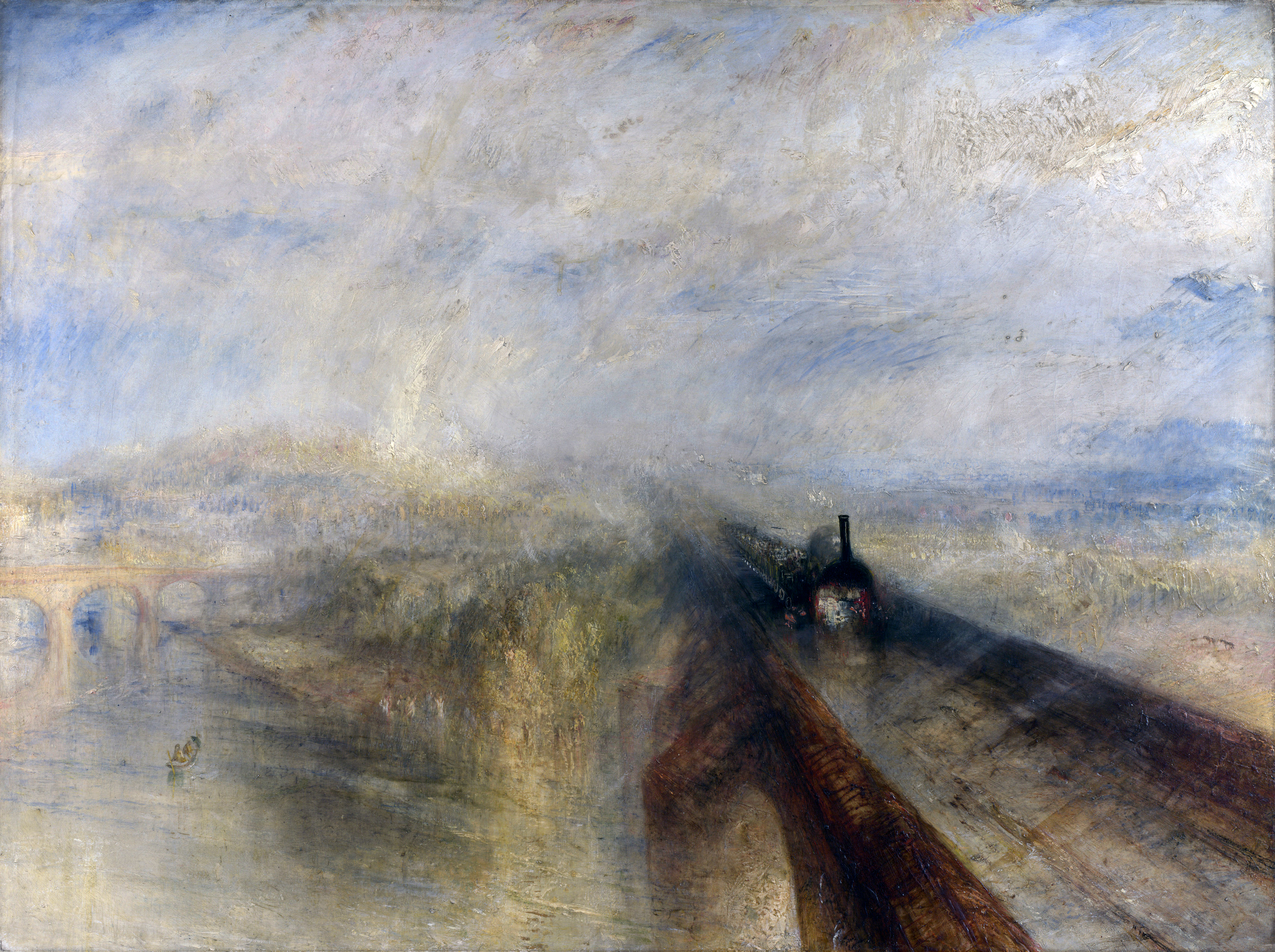
William Turner: Rain, Steam and Speed 1844

## Das Eisenbahnmotiv in Monets Werk
Monets früheste künstlerische Auseinandersetzung mit dem Motiv der Eisenbahn stammt aus dem Jahr 1870. Im Gemälde Eisenbahn in offener Landschaft – dargestellt ist ein Zug der Bahnlinie zwischen Paris und Saint-Germain-en-Laye – ist das eigentliche Motiv eine sommerliche Wiese mit Baumbestand, auf der sich etwas entfernt eine Gruppe von Sonntagsspaziergängern befindet. Als Horizontlinie skizzierte Monet am linken Bildrand Waggons eines Personenzuges, dessen vorderer Teil rechts hinter den Baumwipfeln verschwindet. Nur der obere Teil des Lokomotivschornsteins überragt diese Bäume und zieht seine Dampfwolke hinter sich her. Die Darstellungsweise des nur im oberen Bereich zu sehenden Zuges mit der langsam in den Himmel aufsteigenden Dampfwolke nahm Monet erneut in Die Eisenbahnbrücke von Argenteuil auf.
Während Monet in Eisenbahn in offener Landschaft eher die aufkommende Freizeitgesellschaft thematisierte, skizzierte er in seinem nächsten Eisenbahngemälde die Industrialisierung seines Landes. Das 1872 entstandene Werk Der Zug zeigt die Industrielandschaft von Robec/Déville in der Nähe von Rouen. Das mit seinen zahlreichen Fabrikschornsteinen düster wirkende Tal durchquert ebenfalls von links nach rechts ein Personenzug. Die diesmal im Bildvordergrund platzierte Lokomotive weht die weiße Dampfwolke quer über die Leinwand. Monet verzichtete in dieser Beschreibung der zeitgenössischen Realität auf jede Romantik und zeigte ungeschönt die negativen Auswirkungen des technischen Fortschritts. Im selben Jahr entstand die ebenso düstere Ansicht des Bahnhofs von Argenteuil. Erst in dem ein Jahr später entstandenen Bild Die Eisenbahnbrücke von Argenteuil verband Monet die moderne Industriearchitektur der Brücke harmonisch mit der als Ort der Erholung dienenden Flusslandschaft.
Nach 1873 wandte sich Monet wiederholt der Eisenbahnthematik zu. Besonders intensiv arbeitete 1877 an der Serie mit Darstellungen des Pariser Gare Saint-Lazare. In zahlreichen Gemälden entstanden Ansichten der Bahnhofshalle, der Gleisanlagen und der Züge. Wie in seinen anderen Serienbildern ging es Monet in diesen Bildern in erster Linie um die Darstellung des Lichtes zu unterschiedlichen Tageszeiten und Witterungsverhältnissen oder wie John Rewald schrieb: „In dem Bahnhof sah er ein Motiv und kein Thema an sich; er entdeckte und untersuchte die malerischen Aspekte der Maschinen, kümmerte sich aber weder um ihre Häßlichkeit, ihren Nutzen oder ihre Schönheit, noch um ihre Beziehung zum Menschen“.
Zu Monets letzten Eisenbahnbildern gehören seine ebenfalls in Serie gemalten Ansichten der Londoner Charing Cross Bridge. Nur schemenhaft zu erkennen ist in diesen Bildern die Eisenbahnbrücke mit den darauf fahrenden Zügen und der umgebenden Stadtlandschaft. So zeigt beispielsweise die heute im Saint Louis Art Museum befindliche Version von einem auf der Brücke befindlichen Zug lediglich eine kleine Dampfwolke. Das eigentliche Motiv des Gemäldes ist die farbintensive Darstellung eines Sonnenunterganges mit seinen Lichtreflexen auf dem Fluss. Einzig die vor und hinter der Brücke skizzierten Boote erinnern an die Segelboote in Die Eisenbahnbrücke von Argenteuil. Deutlich wird in den Ansichten der Charing Cross Bridge, wie in den anderen Londonansichten Monets aus dieser Zeit, der Einfluss von William Turner und seinem mehr als ein halbes Jahrhundert zuvor entstandenen Bild Rain Steam and Speed.

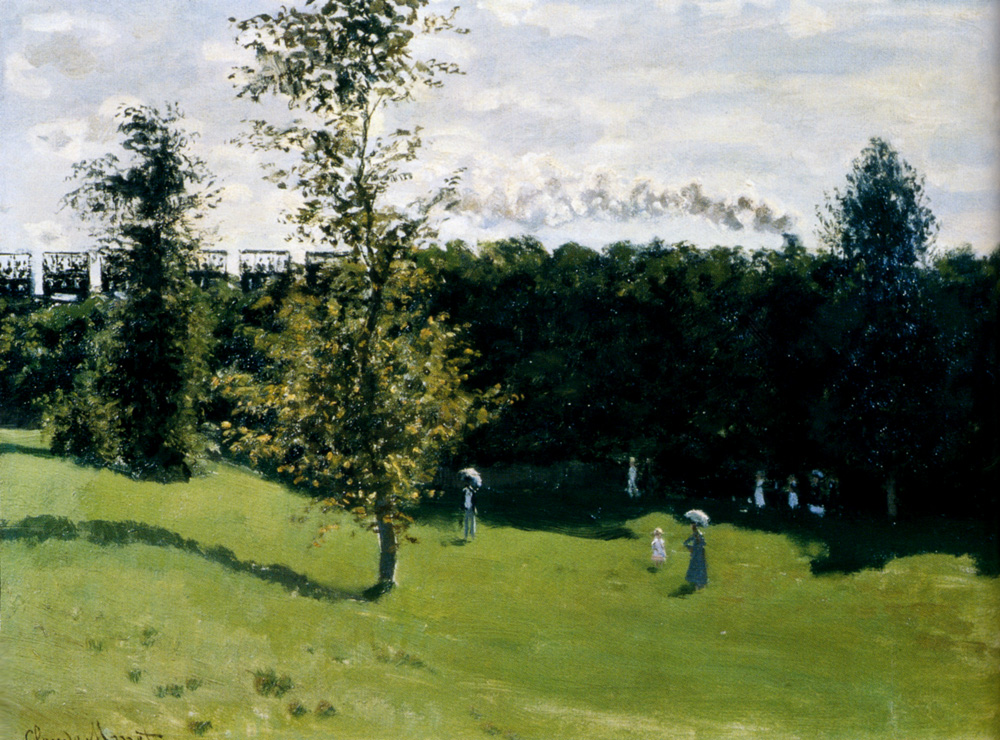
Claude Monet: Eisenbahn in offener Landschaft 1870
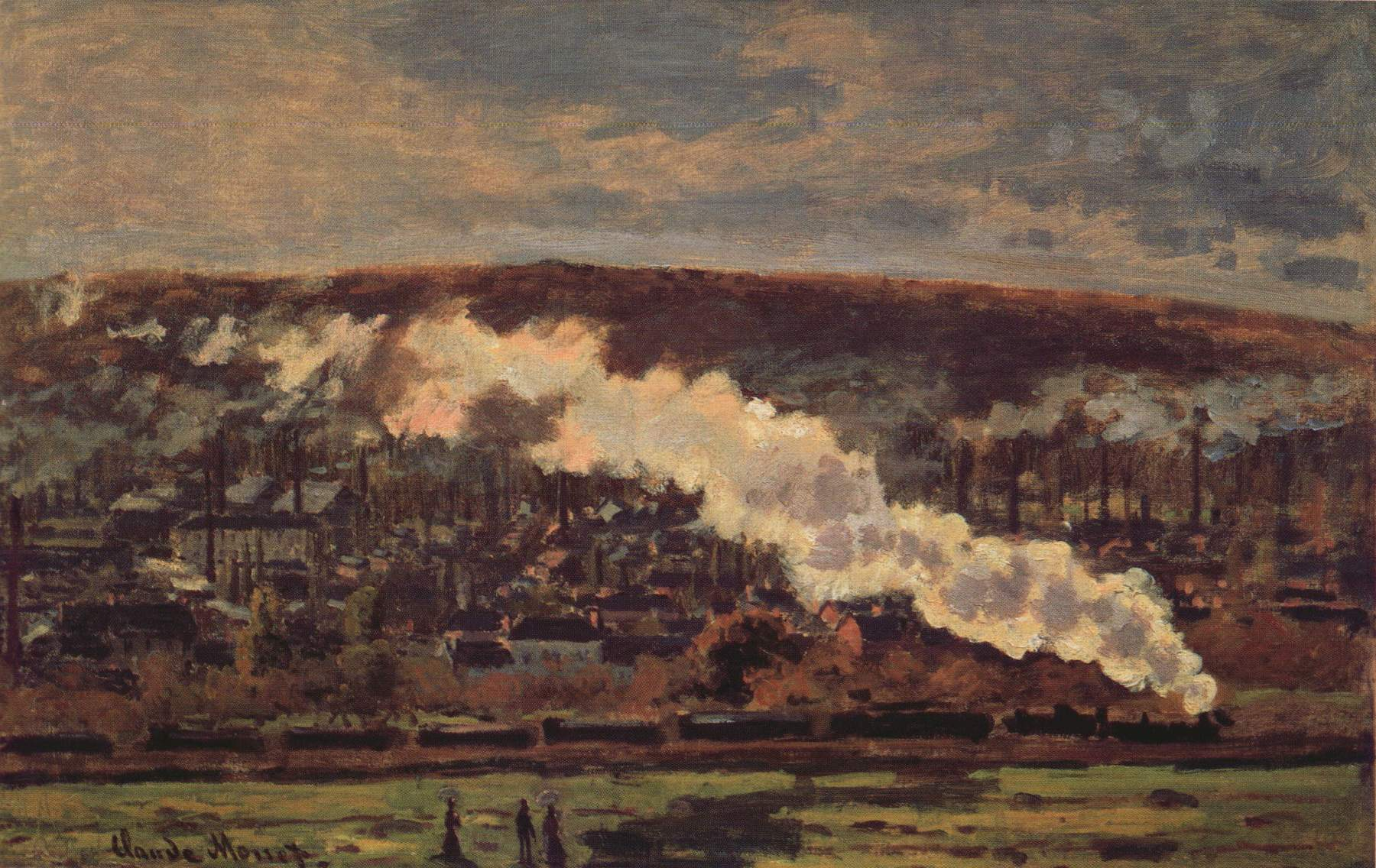
Claude Monet: Der Zug 1872
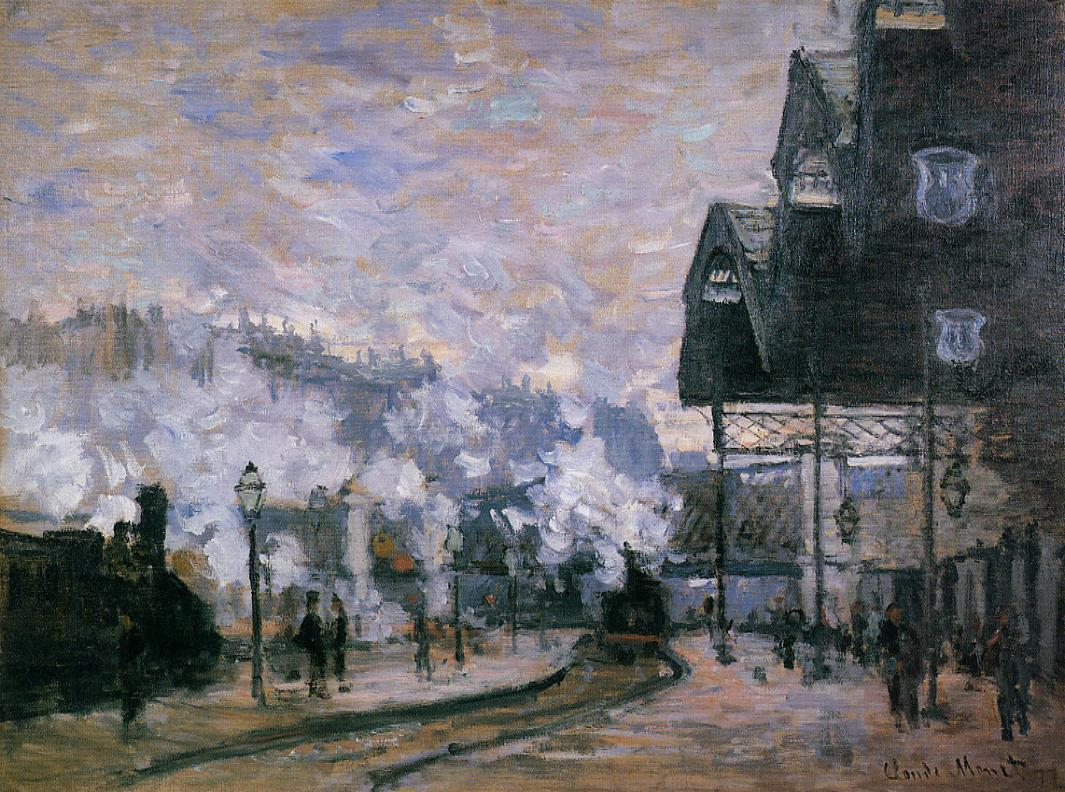
Claude Monet: Gare Saint-Lazare 1877
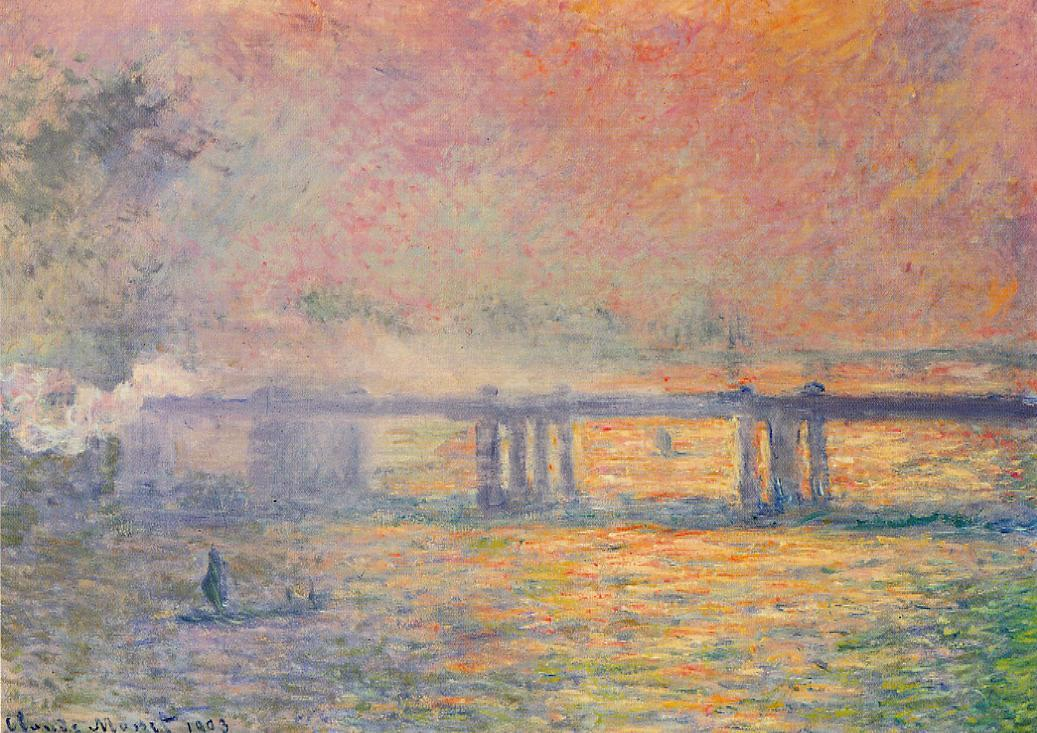
Claude Monet: Charing Cross Bridge 1899–1901

## Eisenbahnbrücken als Sujet anderer Künstler
Monet war nicht der erste Künstler, der sich mit der Eisenbahn und mit Eisenbahnbrücken beschäftigte, und dennoch symbolisiert kaum ein anderes Gemälde eine Verbindung Industrialisierung und Freizeitgesellschaft, Natur und Technik, oder, wie John Hayes Tucker bemerkt, den „menschlichen Triumph über die Natur“ und eine „neue Hoffnung für die Zukunft“. Der Vergleich mit Gemälden von Monets Zeitgenossen zeigt deutliche Unterschiede in der Behandlung des gleichen Sujet. Camille Pissarros ebenfalls 1873 entstandene Eisenbahnbrücke von Pontoise zeigt das noch deutlich von den vorangegangenen Künstlergenerationen geprägte Landschaftsideal und erinnert eher an Corots Brücke von Mantes. In beiden Bildern durchtrennen Bäume den Blick auf die Brücke und es entsteht ein idyllischer Eindruck. Zudem ist Pissarros Bild menschenleer. Keine Fußgänger, keine Segelboote und vor allem keine Lokomotive stört die Ruhe. Die Eisenbahnbrücke ist deutlich in die Ferne gerückt und weder ihre Funktion, noch ihre moderne Architektur treten deutlich hervor. Zehn Jahre später griff Pissarro das Motiv der Eisenbahnbrücke von Pontoise in einem Entwurf für einen Fächer erneut auf. Personen am linken Ufer, Boote auf dem Fluss im Vordergrund und die dahinterliegende Eisenbahnbrücke mit fahrendem Zug zeigen deutliche Parallelen zu Monets Eisenbahnbrücke von Argenteuil.
Ganz anderes das Gemälde Le pont de l’Europe von Gustave Caillebotte von 1876, das eine Brücke über die Bahnanlagen am Gare Saint-Lazare zeigt. Von der Brücke, auf der sich mehrere Straßen kreuzen, ist im Vordergrund die diagonal in die Bildmitte ragende detailgenaue Wiedergabe der Eisenkonstruktion der Brüstung zu sehen, während rechts im Hintergrund eine Seitenansicht erkennbar ist. Obwohl die linke Bildhälfte und der untere Bildbereich fast ausschließlich die Straße mit ihren Passanten zeigt, ist es vor allem die massive Eisenkonstruktion der Brücke, die das Bild dominiert. Dieses drei Jahre nach Monets Eisenbahnbrücke von Argenteuil entstandene Gemälde zeigt zwar wie die moderne Technik in das Leben der Menschen eingreift, aber es fehlt das Gleichgewicht zwischen Natur und Technik, wie sie Monet in seinem Bild herzustellen versucht hat. Mitte der 1880er Jahre griff Caillebotte das mehr als zehn Jahre zuvor von Monet gewählte Motiv der Eisenbahnbrücke von Argenteuil auf. In diesem Bild zeigt er vom Standpunkt nahe der Brücke aus eine kahle Landschaft, deren einzige belebende Akzente ein in der Ferne herannahender Zug und die Wellenbewegungen des Wassers sind.
Bei Pierre-Auguste Renoirs 1881 entstandenem Gemälde Die Eisenbahnbrücke von Chatou versteckt der Maler die im Titel genannte Brücke nahezu hinter blühenden Obstbäumen. Diese Brücke mit ihren aus Naturstein gefertigten Stützen und der darauf liegenden bogenförmigen Eisenkonstruktion, entspricht eher dem Idealbild seiner Zeitgenossen von einer Brücke. Im Gegensatz zu Monets Eisenbahnbrücke von 1873, in ihrer schmucklosen und klaren Ausführung, knüpft diese Brücke an traditionelle Formen des Brückenbaus an. Und dennoch verbirgt Renoir diese Brücke hinter üppigem Blattwerk und lässt so den Garten mit seinen Bäumen im Vordergrund zum eigentlichen Bildthema werden. Renoir suchte kein Gleichgewicht zwischen Natur und Technik, sondern gab der Wiedergabe der Landschaft den Vorrang und platzierte die Brücke in den Bildhintergrund.
Deutlich von Monet beeinflusst entstand 1887 das Gemälde Die Eisenbahnbrücke von Asnières von Vincent van Gogh. Auch in dessen Bild fährt ein Personenzug über eine Seine-Brücke und stößt Dampf aus. Der Dampf ist in diesem Werk jedoch dunkel, wie auch das gesamte Bild trotz vorhandener farbiger Pinseltupfer insgesamt düster erscheint. Van Gogh reservierte nur einen kleinen Teil des Bildes für den Himmel und verzichtet auf einen strahlend blauen Himmel, wie er in Monets Bild zu sehen ist. Die Frau im roten Kleid ist vom Bildbetrachter durch die Uferbegrenzung getrennt und bleibt einsam in der Landschaft. Der Kunsthistoriker Hans Juncker beschreibt die Szene: „Doch statt freier, unberührter Natur gibt van Gogh hier eine von bautechnischen Anlagen in Beschlag genommene Landschaft.“

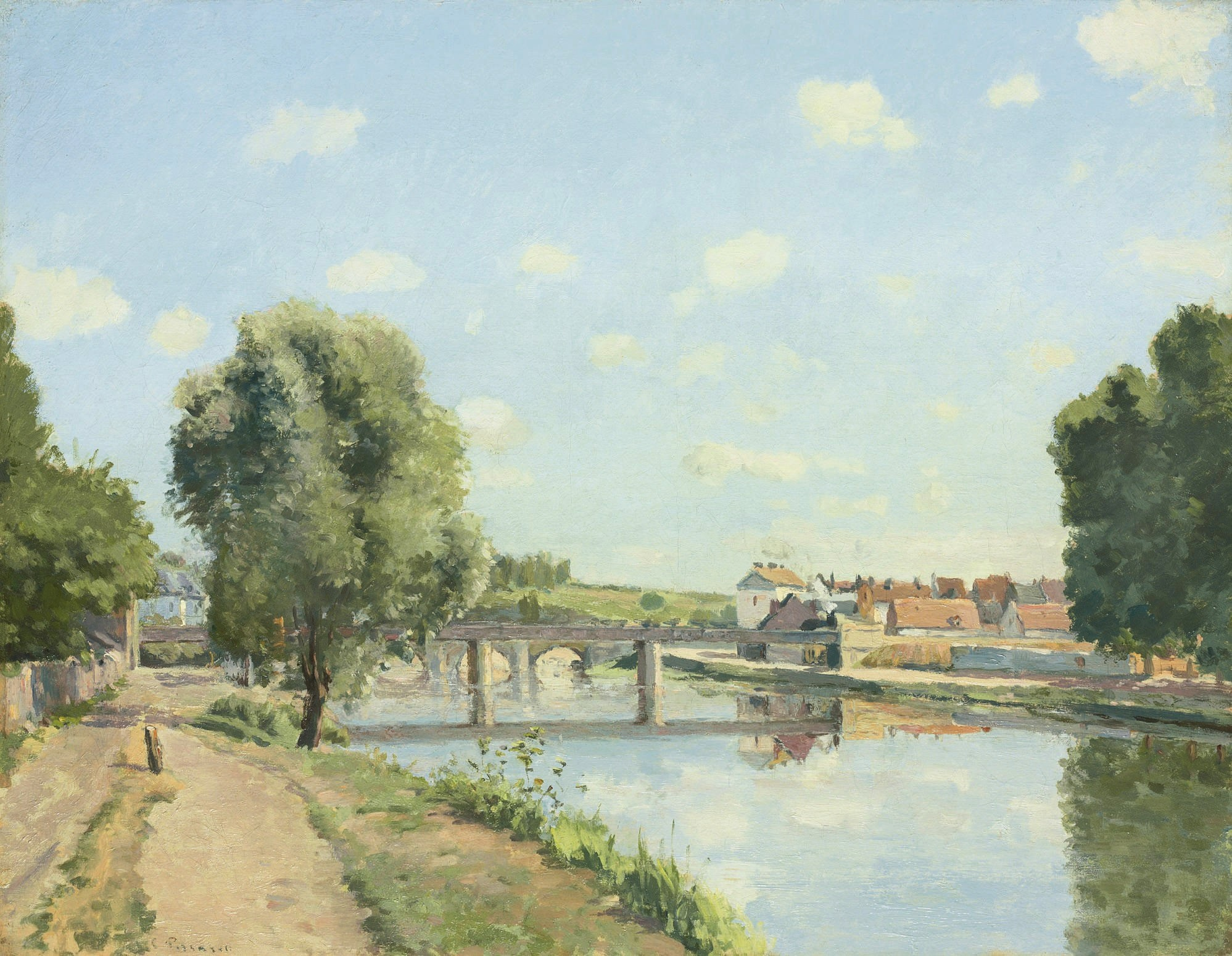
Camille Pissarro: Die Eisenbahnbrücke von Pontoise 1873
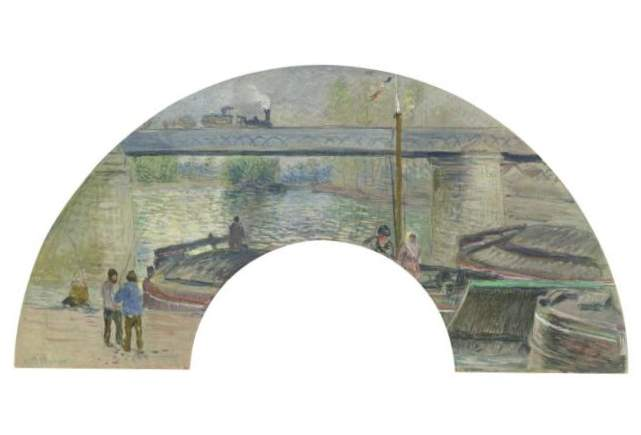
Camille Pissarro: Die Eisenbahnbrücke von Pontoise 1882–83
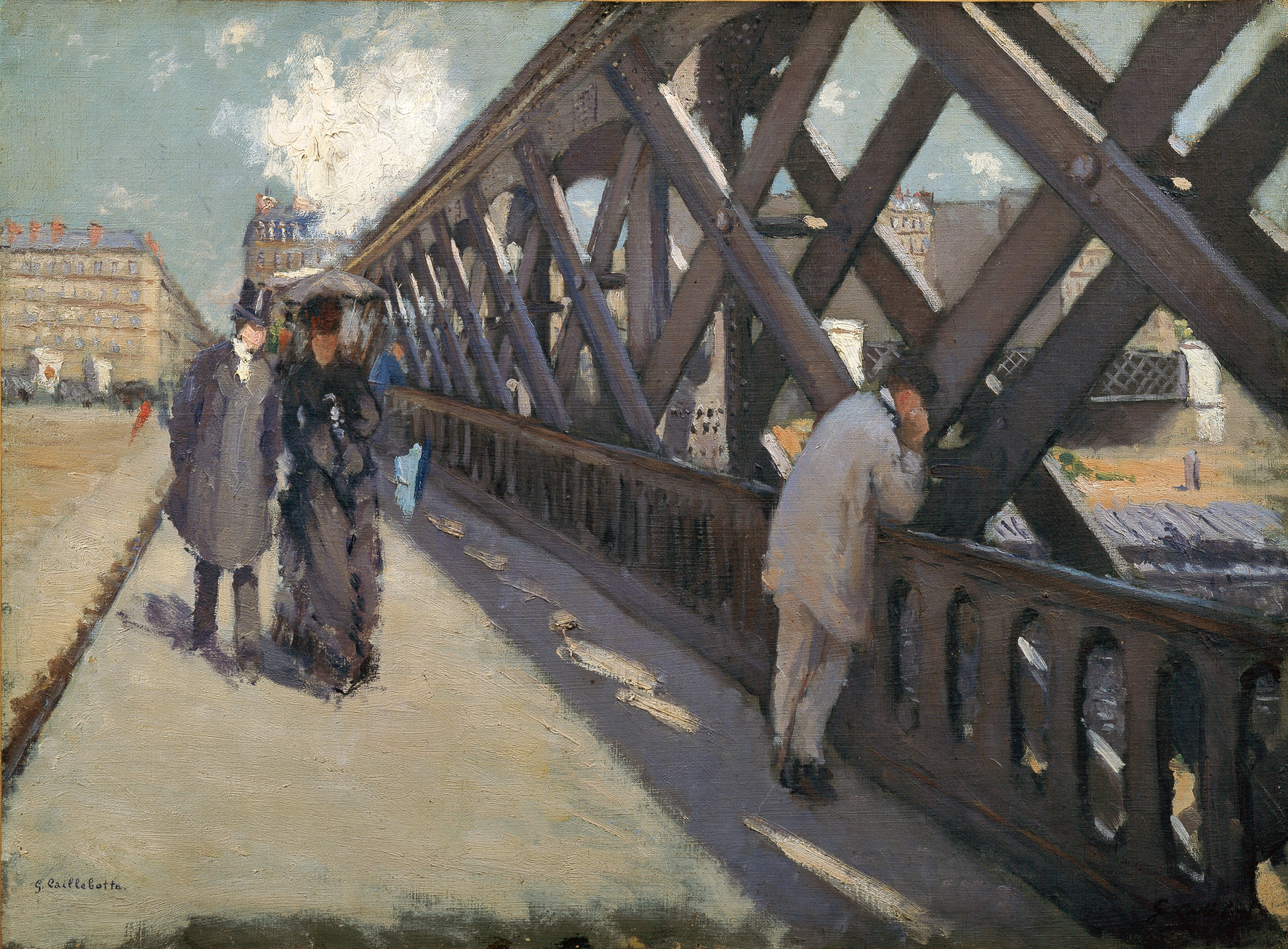
Gustave Caillebotte: Le pont de l’Europe 1876
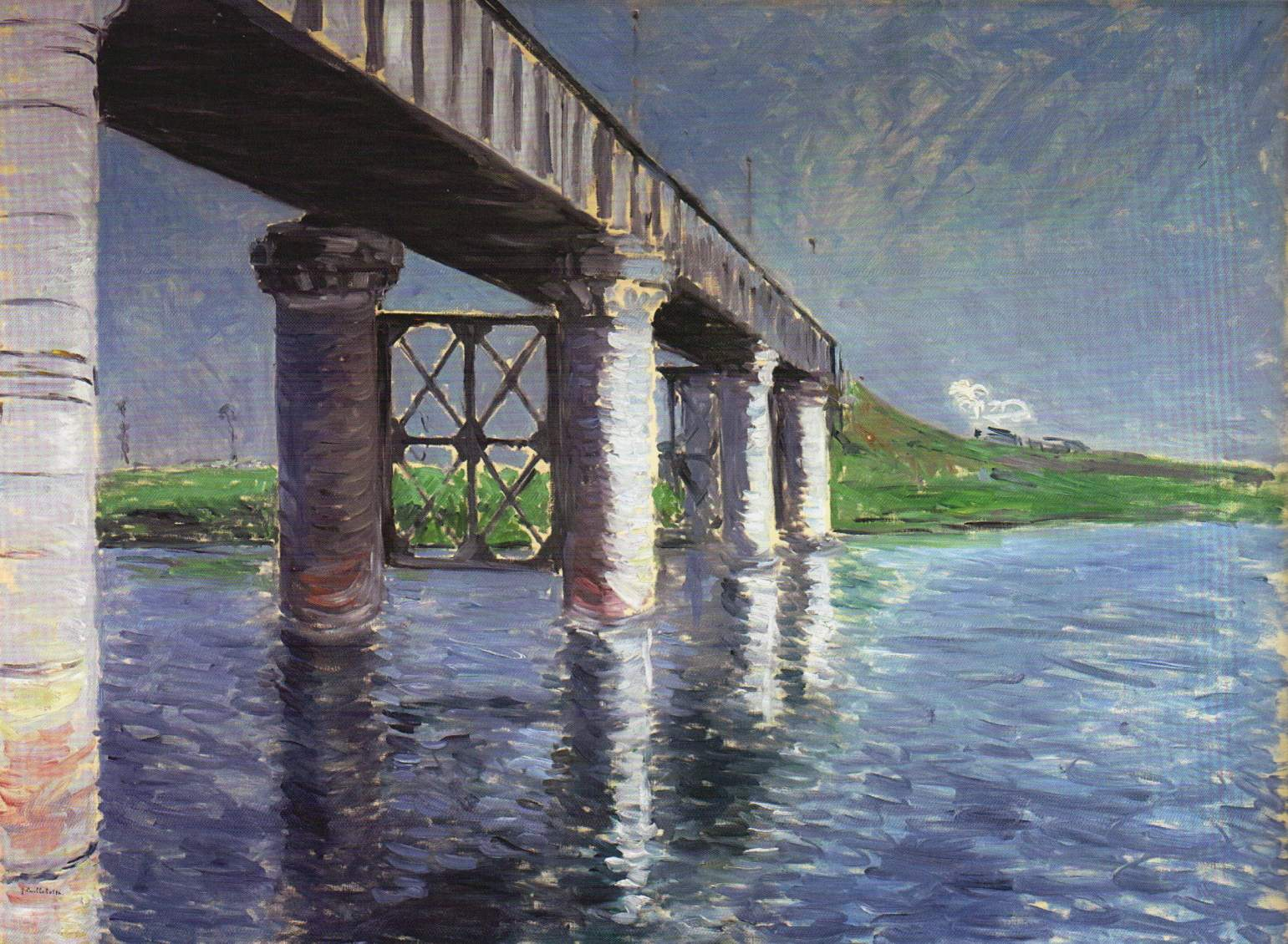
Gustave Caillebotte: Die Seine und die Eisenbahnbrücke von Argenteuil 1885–87
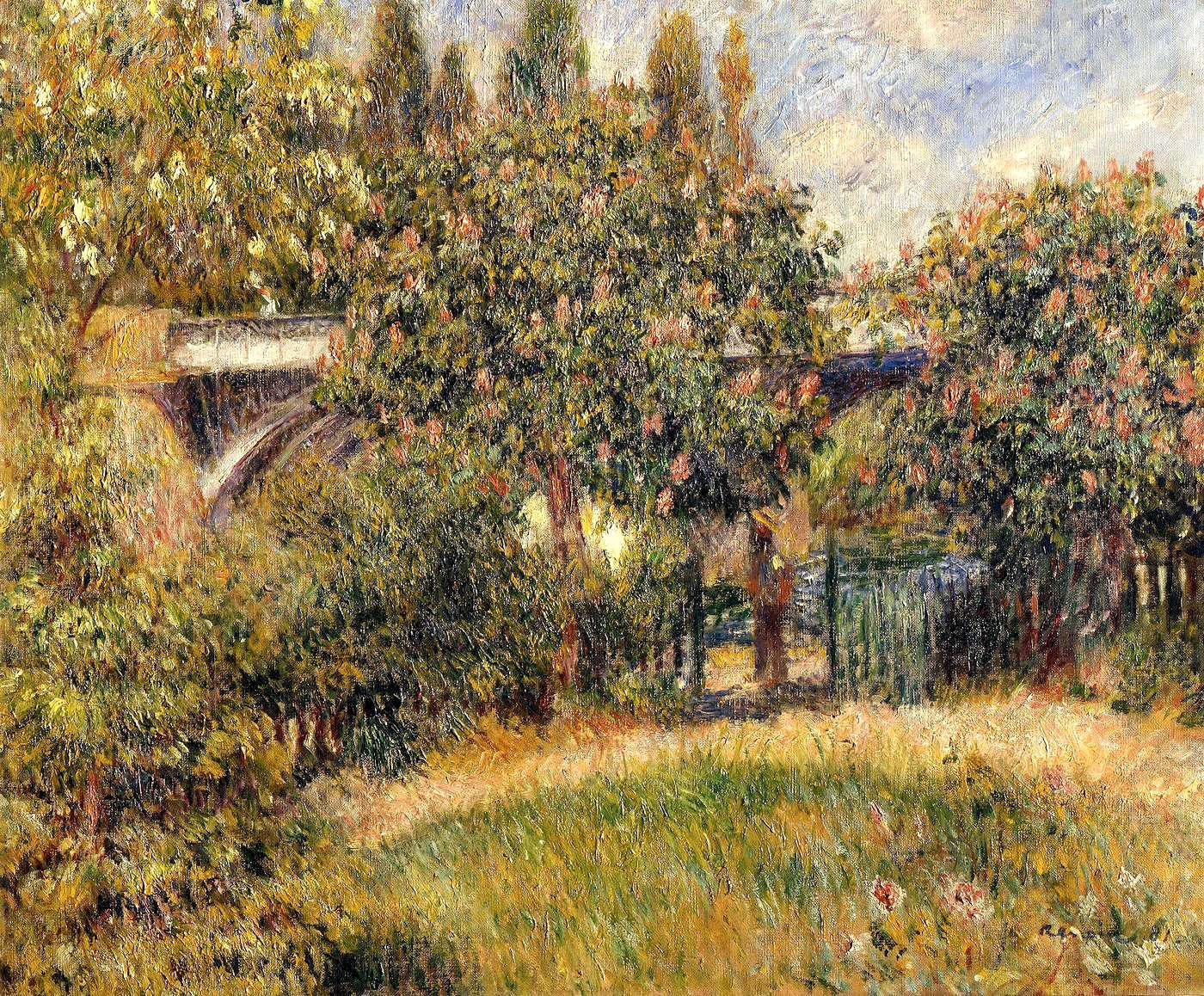
Pierre-Auguste Renoir: Die Eisenbahnbrücke von Chatou 1881
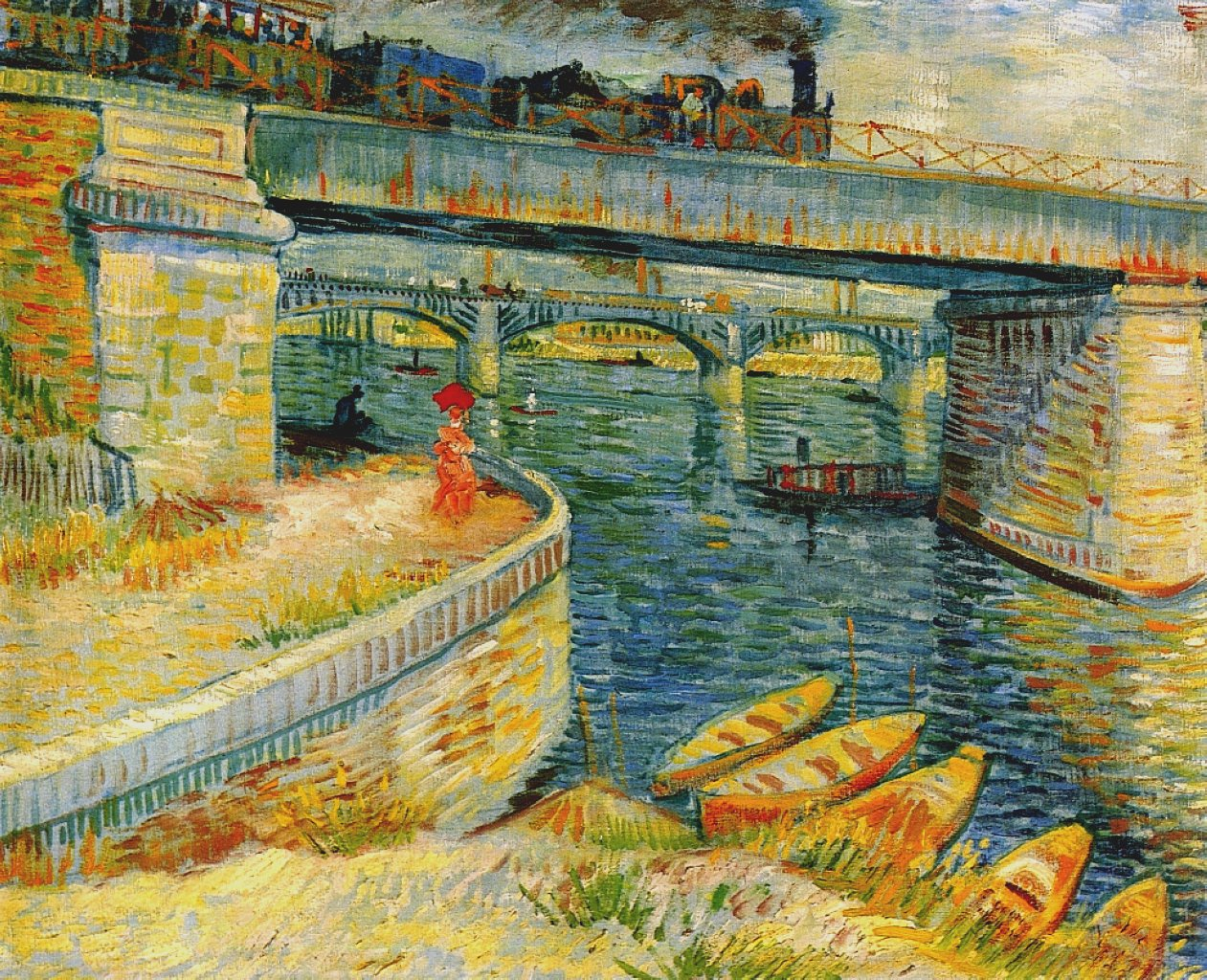
Vincent van Gogh: Seinebrücke bei Asnières 1887

## Variationen des Themas
Neben der 1873 entstandenen Version der Eisenbahnbrücke von Argenteuil entstanden im Folgejahr drei weitere Gemälde mit diesem Bildtitel. Hierzu gehören zwei großformatige Bilder, die sich heute im Pariser Musée d’Orsay und im Philadelphia Museum of Art befinden, und eine kleinere Ölstudie im Musée Marmottan Monet. Alle drei Versionen zeigen die Eisenbahnbrücke von Argenteuil von einem Standpunkt dicht bei der Brücke, die als Diagonale von der rechten oberen Ecke zur Bildmitte verläuft und an ihren beiden Enden durch das Laub der Bäume gerahmt wird. Durch die üppige Vegetation im Bildvordergrund und die nicht die gesamte Bildbreite einnehmende Brücke, wirkt diese harmonischer in die Landschaft eingebettet und durchschneidet nicht, wie in der Version von 1873, die Bildmitte. Ein Grund für die veränderte Darstellung der Brücke in der Dreierserie von 1874 könnte die veränderte wirtschaftliche Situation Monets sein. 1872 und 1873 waren für ihn finanziell erfolgreiche Jahre, in denen er zahlreiche Gemälde an den Kunsthändler Paul Durand-Ruel verkaufen konnte. So ist die 1873 entstandene Version der Eisenbahnbrücke von Argenteuil nicht nur ein Symbol des technischen Fortschritts und des Wiederaufbaus Frankreichs nach dem Krieg von 1870/71, sondern steht auch für den Zukunftsoptimismus Monets in diesem Jahr. Eine 1873 einsetzende Wirtschaftskrise hatte auch Auswirkungen auf dem Kunstmarkt, so dass Anfang 1874 Durand-Ruel seine Ankäufe einstellte. Die im Frühjahr desselben Jahres stattfindende erste Gruppenausstellung der Impressionisten sollte hier Abhilfe schaffen. Tatsächlich erhielten Monet und seine Malerkollegen zwar größere Aufmerksamkeit, aber die mit der Ausstellung erhofften lukrativen Verkäufe blieben aus. Vor diesem Hintergrund erklärt sich die veränderte Darstellung bei den drei Ansichten der Eisenbahnbrücke des Jahres 1874. Die Eisenbahnbrücke ist nun Teil der Landschaft und nicht mehr das Symbol einer optimistischen Zukunft.
Blick auf die Eisenbahnbrücke von Argenteuil ist ein weiteres Gemälde des Jahres 1874 mit der Flusslandschaft seines Wohnortes. Die Eisenbahnbrücke ist hier mit einigem Abstand vom gegenüberliegenden Flussufer, als zweite Horizontlinie, mit der Silhouette von Argenteuil im Hintergrund dargestellt. Den Vordergrund bestimmt eine Sommerwiese mit einer Mutter und ihrem Kind beim Spaziergang. Es handelt sich hierbei um Monets Frau Camille und den siebenjährigen Sohn Jean. Die waagerecht in der Bildmitte verlaufende Eisenbahnbrücke ist gegenüber der Darstellung von 1873 aus größerer Entfernung und nur skizzenhaft wiedergegeben und wirkt hier – anders als zuvor in einem von der Sonne erstrahlten Licht fast weiß – eher grau. Die Brücke ist in diesem Gemälde nur noch Teil des Hintergrundes, während Familie und Landschaft in den Vordergrund rücken.

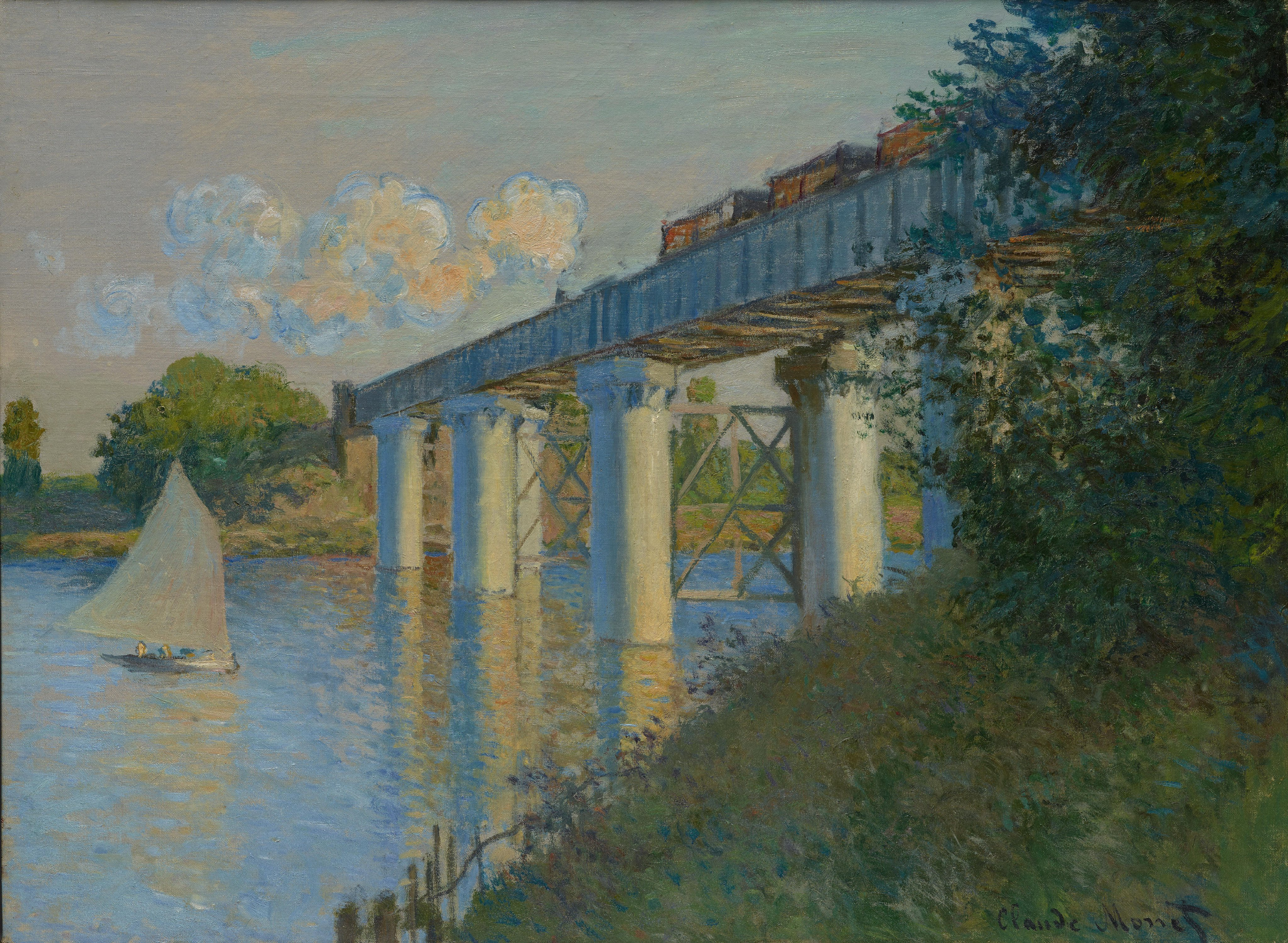
Claude Monet: Die Eisenbahnbrücke von Argenteuil, 1874 Philadelphia Museum of Art
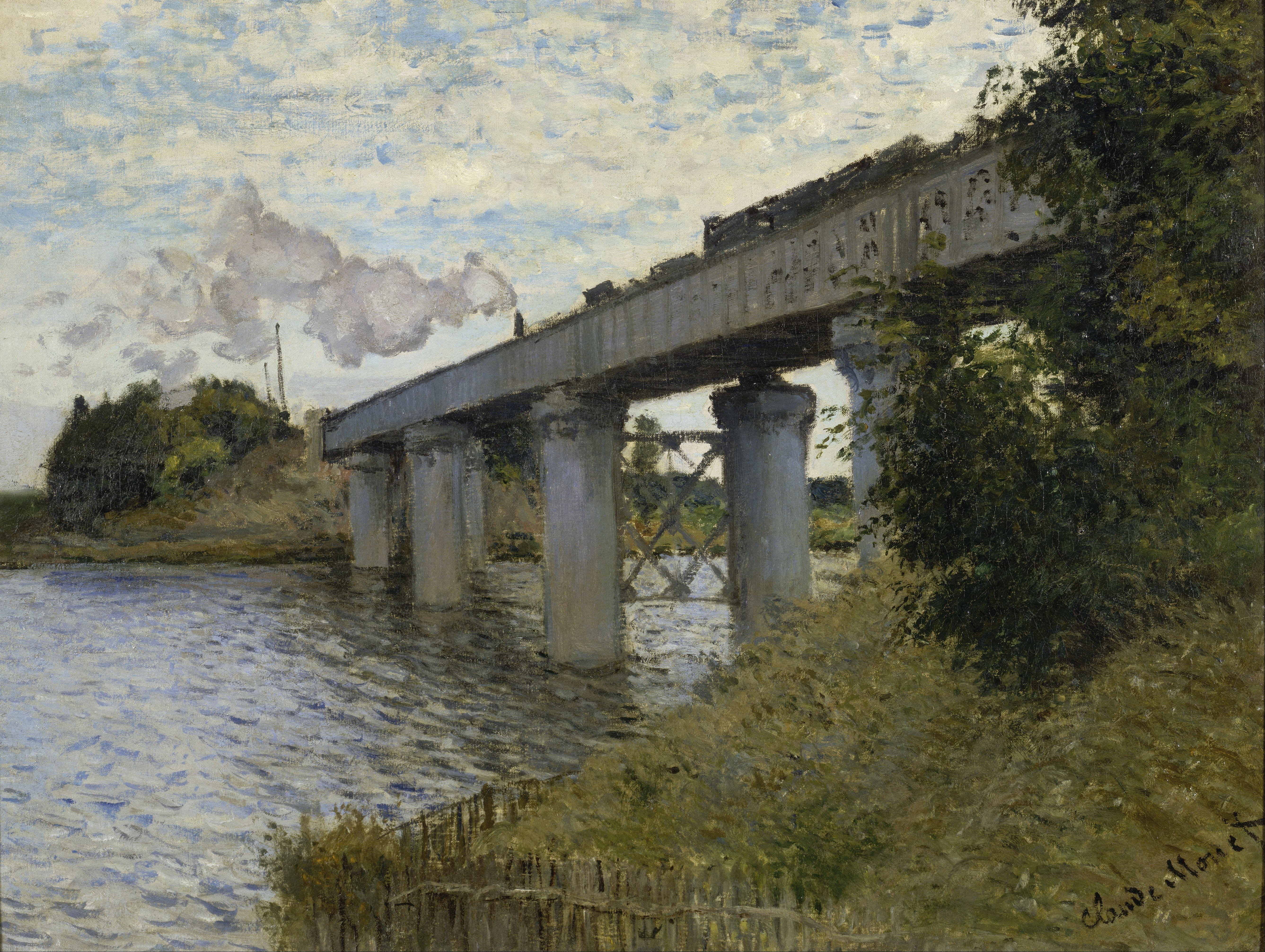
Claude Monet: Die Eisenbahnbrücke von Argenteuil, 1874 Musée d’Orsay, Paris
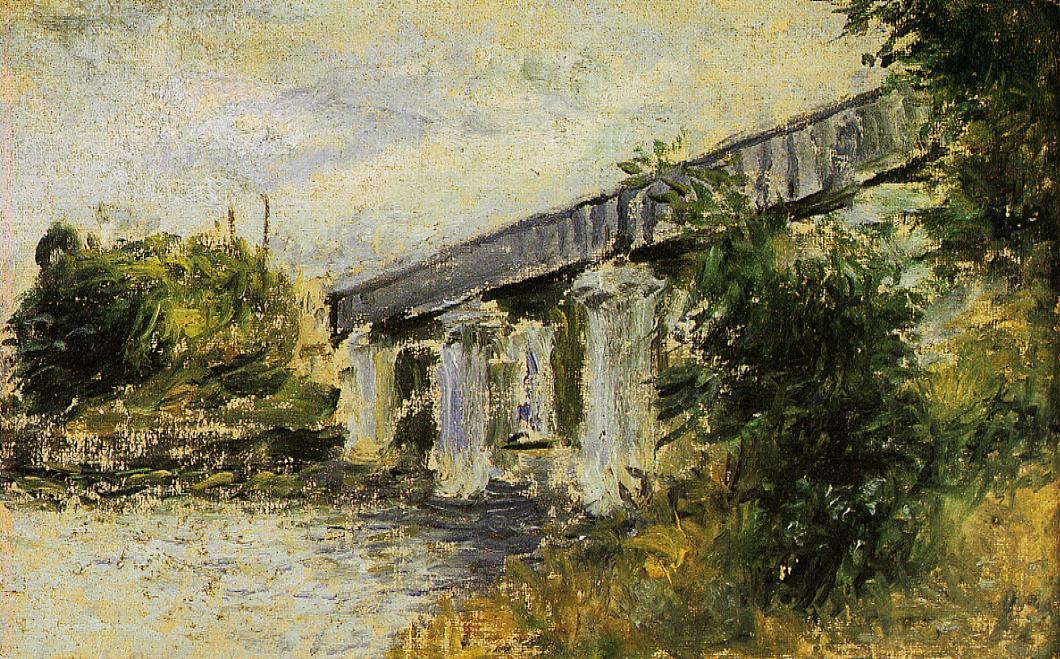
Claude Monet: Die Eisenbahnbrücke von Argenteuil, 1874 Musée Marmottan, Paris
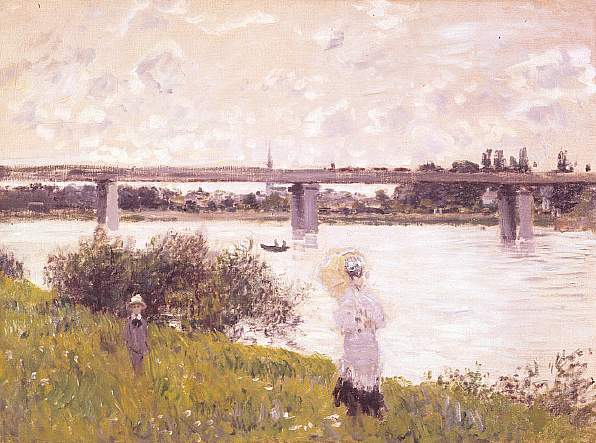
Claude Monet: Blick auf die Eisenbahnbrücke von Argenteuil 1874

## Provenienz
Die Eisenbahnbrücke von Argenteuil konnte Monet bereits ein Jahr nach Fertigstellung an den gefeierten Bariton Jean-Baptiste Faure verkaufen. Zusammen mit drei anderen Gemälden, unter denen sich auch eine Ansicht der Straßenbrücke von Argenteuil befand, gelangten 1874 die ersten Werke Monets in die Sammlung des Opernsängers. Neben Werken von Édouard Manet, Alfred Sisley, Camille Pissarro und Edgar Degas erwarb Faure in den Folgejahren mehr als 50 Gemälde Monets. Faure lieh das Bild im April 1876 zur zweiten Gruppenausstellung der Impressionisten in den Räumen des Galeristen Paul Durand-Ruel aus, bevor er es im April 1878 im Pariser Auktionshaus Drouot versteigern ließ. Später erwarb Alexandre Berthier de Wagram das Gemälde. Die nächsten Besitzer des Bildes waren nacheinander die Pariser Galerie Alexandre Bernheim (später Bernheim-Jeune), Georges Petit, Galerie Barbazanges und Levesque. Der in Paris und New York lebende Sammler Meyer Goodfriend kaufte anschließend Die Eisenbahnbrücke von Argenteuil und behielt es bis Januar 1923, als er es in den New Yorker American Art Galleries versteigern ließ. Die Londoner McLean Galleries veräußerte das Bild 1927 weiter an den Pariser Sammler Alphonse Morhange. Später gelangte das Werk in die Sammlung Maurice Barret-Decap, bevor es um 1949 der Pariser Kunsthändler Étienne Bignou zum Kauf anbot. Durch Vermittlung der Londoner Kunsthandlung Arthur Tooth & Sons kam das Bild anschließend nach Schottland in die Sammlung von William A. Cargill. Am 11. Juni 1963 ersteigerte der in Beverly Hills ansässige Galerist Paul Kantor Die Eisenbahnbrücke von Argenteuil bei einer Auktion bei Sotheby’s in London, der es noch im selben Jahr an das ebenfalls in Beverly Hills lebende Sammlerpaar Mr. und Mrs. Sydney R. Barlow weiterverkaufte. Bei der Auktion der Sammlung Barlow am 2. April 1979 bei Sotheby’s in London gelangte das Gemälde in eine namentlich nicht bekannte Privatsammlung in Europa. Erneut versteigert wurde das Bild am 28. November 1988 im Londoner Auktionshaus Christie’s, wo es für 6,8 Millionen Pfund der in Monaco ansässige Kunsthändler Nahmad erwarb. Er gab das Gemälde am 6. Mai 2008 bei Christie’s in New York wiederum zur Auktion. Mit einem Auktionsergebnis von 41.481.000 Dollar war die Eisenbahnbrücke von Argenteuil für wenige Wochen das teuerste Gemälde von Monet, bevor am 24. Juni 2008 eines seiner Seerosenbilder für mehr als 80 Millionen Dollar den Besitzer wechselte.